# Rafael Nadal
Pour les articles homonymes, voir Nadal et Parera.
Nadal  Parera est un nom espagnol. Le premier nom de famille, en général paternel, est Nadal ; le second, en général maternel, souvent omis, est Parera.
Rafael Nadal Parera, plus simplement appelé Rafa Nadal, né le 3 juin 1986 à Manacor (Espagne), est un joueur de tennis espagnol, professionnel de 2001 à 2024.
Il est considéré par les spécialistes comme le meilleur joueur sur terre battue de l'histoire du tennis,, établissant des records majeurs sur cette surface, mais aussi comme l'un des meilleurs joueurs de simple de tous les temps avec ses rivaux Roger Federer et Novak Djokovic, formant à eux trois le Big Three,,.
Nadal a remporté 92 titres dans sa carrière, incluant 36 Masters 1000 et 22 tournois du Grand Chelem, ce qui le classe deuxième juste derrière Novak Djokovic (24). Il se distingue notamment par son immense succès à Roland-Garros avec 14 titres gagnés entre 2005 et 2022. Avec l'Espagne, il remporte également la Coupe Davis à cinq reprises et deux médailles d'or aux Jeux olympiques (en simple en 2008 et en double en 2016) étant désigné porte-drapeau de sa délégation lors de cette édition. Il est ainsi l'un des trois joueurs de l'histoire du tennis à avoir réalisé le « Grand Chelem doré en carrière ».
Talent précoce, Nadal commence sa carrière professionnelle en 2001 et devient rapidement l'un des meilleurs joueurs du circuit ATP. Il atteint le deuxième rang mondial et remporte 16 titres avant même d'avoir 20 ans. Nadal devient numéro 1 mondial pour la première fois en 2008 détrônant son rival Roger Federer (40 confrontations). Au cours de sa carrière, il reste pendant 209 semaines sur la plus haute marche du podium (finissant cinq fois la saison à cette place) et détient le record absolu de semaines passées (912) dans le top 10 mondial. Après avoir battu son autre rival Novak Djokovic (record de 60 confrontations), en finale de l'US Open 2010, Nadal, alors âgé de 24 ans, devient le plus jeune joueur de l'ère Open à réaliser le Grand Chelem en carrière et le premier à remporter des tournois majeurs sur trois surfaces différentes (dur, gazon et terre battue) la même année.
Joueur gaucher, la puissance de son coup droit et son effet lifté le place parmi les joueurs les plus puissants du circuit lorsqu’il est en activité. Usé par les nombreuses blessures qui ont jalonné son parcours, il met finalement un terme à sa carrière à l’issue de la saison 2024.
Très populaire, Nadal est l'un des plus grands sportifs de son époque et l'un des plus appréciés sur le circuit. Il est désigné Laureus World Sportsman of the Year en 2011 et 2021 et comme l'une des « 100 personnes les plus influentes au monde » en 2022 par le magazine Time. Ses performances sportives et ses sponsors lui valent aussi d'être classé parmi les joueurs les mieux rémunérés du monde. Philanthrope, il possède sa propre fondation et une académie de tennis sur son île natale de Majorque depuis 2016.
Le 19 juin 2025, il est créé marquis de Llevant de Majorque par le roi Felipe VI.

## Biographie

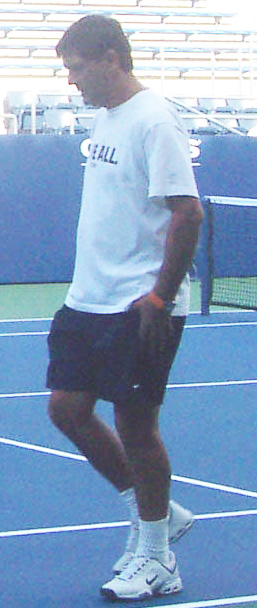
Son oncle et entraîneur Toni Nadal.

Rafael Nadal naît le 3 juin 1986 à Manacor, sur l'île de Majorque, en Espagne. Il est le premier enfant de Sebastián Nadal et d'Ana María Parera. Il a une sœur, de cinq ans sa cadette, nommée María Isabel. Son oncle Miguel Ángel est un ancien joueur du FC Barcelone, du RCD Majorque et de la sélection espagnole durant les années 1990. Toni Nadal, un autre de ses oncles, est son entraîneur, depuis son plus jeune âge.[réf. souhaitée]
Lorsqu'il avait 14 ans, la fédération espagnole de tennis lui a demandé de quitter sa ville natale pour déménager à Barcelone, dans le but de poursuivre son entraînement. La famille de Nadal a refusé, en partie parce qu'elle craignait pour son enseignement, mais aussi parce que Toni Nadal pensait qu'il n'était pas nécessaire que son neveu quitte la maison pour s'améliorer. La décision de rester à la maison a conduit la fédération à revoir à la baisse son appui financier, le père du joueur a donc fourni les fonds non offerts par la fédération.
Nadal joue aussi au football mais préfère nettement le tennis : « I chose tennis. Football had to stop straight away. » (« J'ai choisi le tennis. J'ai dû arrêter le football immédiatement. »). Nadal est un supporter des clubs du Real Madrid et du RCD Majorque.
Le mensuel Tennis Magazine révèle que Nadal a effectué une pause dans sa carrière entre les Internationaux de France de tennis et la tournée américaine de 2009, non seulement en raison de ses genoux douloureux, mais également parce que le divorce de ses parents l'avait perturbé et qu'il « avait perdu l'envie de jouer ».

## Carrière

### 1994 - 2002: parcours junior
Dès son plus jeune âge, Rafael Nadal pratique différents sports, comme le football ou le basket-ball, mais c'est le tennis, qu'il pratique dès ses trois ans, qui révèle son potentiel sportif. Toni Nadal, son oncle, devient très tôt son entraîneur. La première compétition officielle de Rafael Nadal fut celle des Baléares qu'il remporte à l'âge de huit ans. Il gagne par la suite de nombreux autres tournois de sa catégorie.
En 1998, il remporte l'Open Super 12 d'Auray, alors qu'il hésitait encore entre le football et le tennis. C'est à cette date que Rafael Nadal dit aujourd'hui qu'il a commencé sa carrière.
En 1999, à 13 ans, Nadal participe au tournoi des « Petits As » à Tarbes, l'officieux championnat du monde des 12-14 ans. Il atteint les quarts de finale, où il est stoppé par le Français Richard Gasquet, avec lequel il sera amené à être souvent confronté lors des tournois juniors. En 2000, il remporte ce tournoi.
En mai 2001, l'ancien vainqueur de grand chelem Pat Cash se rend à Majorque pour jouer un match d'exhibition contre Boris Becker sur terre battue, mais ce dernier se blesse. On choisit Rafael Nadal, vainqueur des Petits As, alors âgé de quatorze ans, pour le remplacer. Pat Cash, alors âgé de 36 ans, accepte de jouer contre le jeune Nadal et est battu. Après ce match, Nadal décide de devenir professionnel. Il joue alors en fin d'année un tournoi Future puis un tournoi Challenger, et compte un bilan d'une victoire pour deux défaites en simple. À la fin de l'année 2001, il est classé à la 811e place mondiale.
En Grand Chelem, il atteint la demi-finale en simple au tournoi de Wimbledon, face à des joueurs de deux ans de plus que lui.

### 2002 - 2004: débuts professionnels et intégration progressive de l'ATP Tour

#### 2002: premier tournoi ATP, 6 titres en catégorie Futures
Rafael Nadal dispute en 2002 son premier tournoi sur le circuit majeur à Majorque, tournoi se jouant sur terre battue, dans sa ville natale, à la fin du mois d'avril 2002, bénéficiant d'une wild card (invitation). Il remporte ainsi son premier match « officiel » contre le Paraguayen Ramón Delgado en deux manches (6-4, 6-4). Au tour suivant, il s'incline néanmoins contre le Belge Olivier Rochus (2-6, 2-6).
Excepté cette invitation, il continue à jouer, tout au long de l'année, sur les circuits Future et Challenger. Il termine la saison 2002 avec six tournois Future à son palmarès, et au 235e rang mondial.

#### 2003: premières qualifications en Grand Chelem, Top 50
En 2003, il intègre l'ATP World Tour et élimine deux anciens vainqueurs de Roland-Garros sur leur surface favorite, la terre battue ; Albert Costa au Masters de Monte-Carlo et Carlos Moyà au Tournoi de Hambourg, révélant son immense potentiel sur cette surface. Nadal participe également à ses deux premiers tournois du Grand Chelem. Il atteint le troisième tour de Wimbledon pour sa première participation, mais il est éliminé par le Thaïlandais Paradorn Srichaphan à ce stade. Il est ensuite sorti au deuxième tour à l'US Open de 2003 par le Marocain Younès El Aynaoui. Il termine l'année dans le top 50, à la 46e place.

#### 2004: premier titre ATP, victoire en Coupe Davis
En 2004, il est sélectionné pour la première fois et participe avec l'équipe d'Espagne à la Coupe Davis où il gagne au premier tour contre Radek Štěpánek lors d'Espagne-République tchèque (3-2), puis en demi-finale contre Arnaud Clément lors d'Espagne-France (4-1). En finale face aux États-Unis, il bat le numéro deux mondial Andy Roddick lors du second match, ce qui contribue à la victoire de l'Espagne par 3 à 2. Rafael remporte ainsi son premier trophée majeur. Il va jusqu'en finale à Auckland, où il est défait par le Slovaque Dominik Hrbatý en trois manches. Il remporte également son premier tournoi majeur en simple à Sopot, sur terre battue, face à l'Argentin José Acasuso. Il devient, à dix-sept ans, le deuxième plus jeune joueur, après Michael Chang, à entrer dans le classement des cent meilleurs joueurs mondiaux. Il est également le deuxième plus jeune joueur à remporter un tournoi de Masters Series, toujours après Michael Chang. C'est également en 2004 qu'il affronte et bat pour la première fois Roger Federer, le numéro 1 mondial, au troisième tour du Masters de Miami : 6-3, 6-3. Il devait ensuite participer à Roland-Garros mais une blessure l'empêche d'y prendre part. Il participe néanmoins à l'Open d'Australie et à l'US Open où il est éliminé respectivement au troisième tour puis au second tour par l'Australien Lleyton Hewitt et par l'américain Andy Roddick. Il participe enfin aux Jeux olympiques d'Athènes de 2004 en double avec Carlos Moyà, où ils perdent au premier tour. À la fin de l'année, il se classe à la 51e place mondiale.

### 2005 - 2007: trois premières victoires majeures à Roland-Garros et chasse à la1replacemondiale

#### 2005: premier titre à Roland-Garros, 2 titres en Masters 1000, numéro 2 mondial
Comme chaque année, l'année 2005 commence par l'Open d'Australie. Nadal est éliminé en huitièmes de finale par l'Australien Lleyton Hewitt, qui l'avait éliminé dans le même tournoi un an plus tôt. Néanmoins, c'est la première fois de sa carrière qu'il atteint la deuxième semaine d'un tournoi majeur. Au Masters de Miami, Rafael est battu par Roger Federer en finale, lors d'un match à rebondissements. Nadal remporte les deux premières manches et mène dans le troisième, avant que Federer ne renverse la situation pour finalement s'imposer en cinq sets sur le score de 2-6, 64-7, 7-65, 6-3, 6-1. Le 17 avril, l'Espagnol l'emporte en finale sur Guillermo Coria à Monte-Carlo et remporte le tournoi de Rome le 2 mai, après une victoire contre ce même joueur en cinq sets 6-4, 3-6, 6-3, 4-6, 7-66, lors d'un match de 5 h 14. Nadal déclara après le match qu'il venait de gagner « la plus belle victoire de sa carrière ». Aux Internationaux de France, il bat en finale Mariano Puerta (6-7, 6-3, 6-1, 7-5), et remporte son premier titre en Grand Chelem. Nadal est ensuite éliminé à la surprise générale au deuxième tour de Wimbledon par le Luxembourgeois Gilles Müller. À Båstad, le Majorquin gagne en finale, contre Tomáš Berdych. Il enchaîne par le tournoi de Stuttgart, qu'il remporte. Il gagne également le Masters du Canada, face à l'ancien numéro 1 mondial Andre Agassi. Il est battu au troisième tour de l'US Open par l'Américain James Blake. Rafael Nadal obtient son dernier titre de la saison au Masters de Madrid, face au Croate Ivan Ljubičić.

#### 2006: doublé à Roland-Garros, finale à Wimbledon
Il entame ensuite la saison 2006 en déclarant forfait lors du tournoi de Sydney à la suite d'une blessure au pied occasionnée en octobre 2005 lors du Masters Series de Madrid. Il fait également l'impasse sur l'Open d'Australie. Il reprend la compétition au tournoi de Marseille, où il perd en demi-finale face à Arnaud Clément. Son tournoi suivant sera celui de Dubaï où il gagne en finale contre le numéro un mondial Roger Federer. Il va jusqu'en demi-finale du Masters Series d'Indian Wells, où il est éliminé par James Blake. 

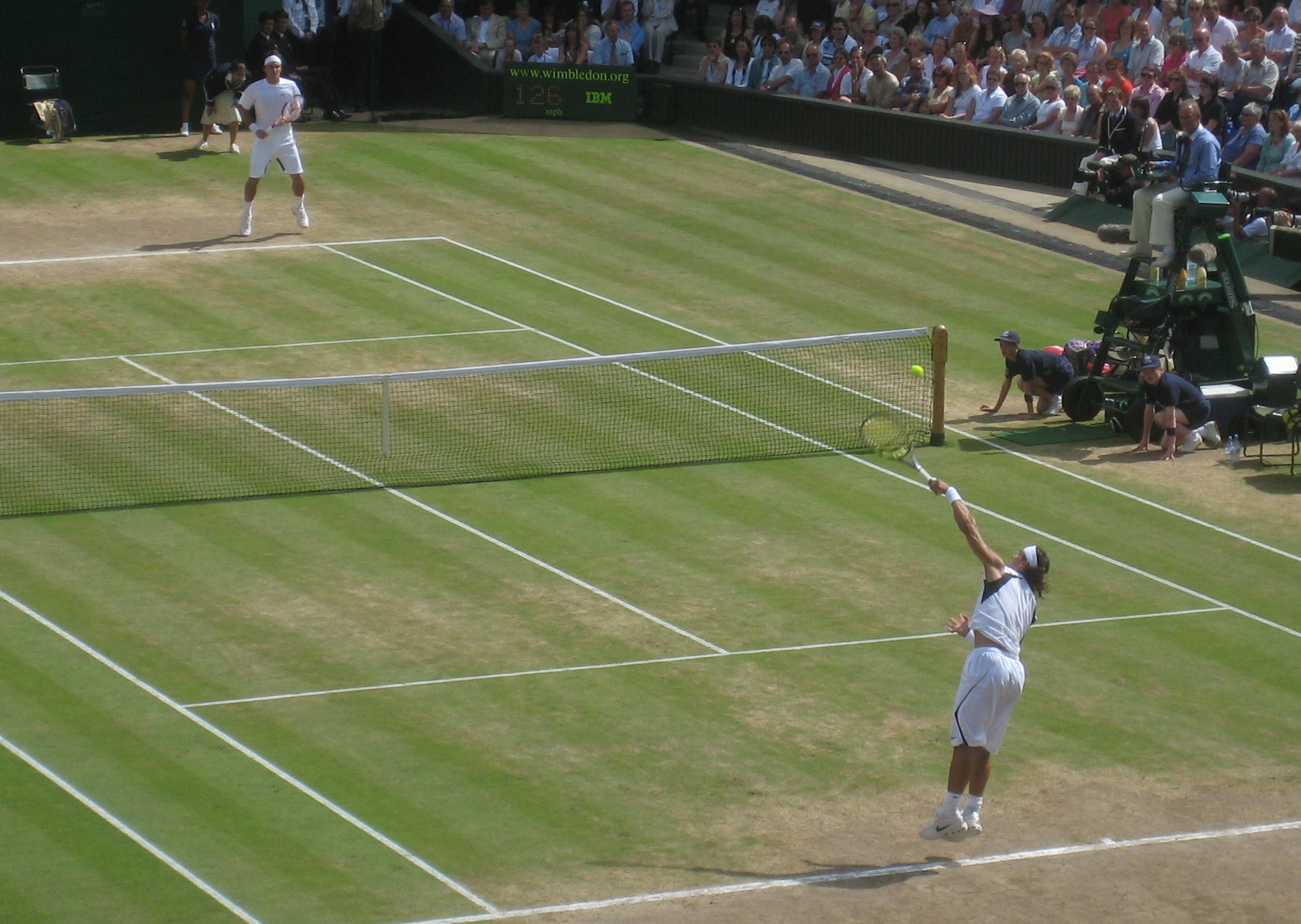
Nadal (en bas) au service contre Federer (en haut) lors de la finale du tournoi de Wimbledon 2006.

 Rafael Nadal remporte son deuxième titre de l'année aux Masters de Monte-Carlo contre Roger Federer. Le 29 avril 2006, il remporte son deuxième Open de Barcelone consécutif en battant en finale son compatriote Tommy Robredo. Mi-mai, lors du tournoi de Rome, Rafael affronte à nouveau Federer en finale. Après cinq heures de match, l'Espagnol l'emporte en cinq sets. Il arrive aux Internationaux de France de tennis 2006 comme tenant du titre et favori. Il remporte le tournoi contre Roger Federer en quatre sets. Il se qualifie pour la finale à Wimbledon où il est défait en quatre manches par Roger Federer. Il dispute les deux Masters Series sur le sol nord-américain (Toronto et Cincinnati) où il s'incline respectivement au troisième tour et en quart de finale. À l'US Open, il est battu par Mikhail Youzhny en quart de finale. Il déclare forfait pour l'Open de Chine à cause d'une foulure à la cheville. Il reprend la compétition au Masters de Madrid mais est défait en quart de finale par Tomáš Berdych. Il finit la saison en atteignant les demi-finales du Masters de Shanghai où il est battu une nouvelle fois par Roger Federer.

#### 2007: 3e titre consécutif à Roland-Garros, 2e finale consécutive à Wimbledon
Rafael Nadal entame l'année 2007 comme le principal rival de Roger Federer, surtout parce qu'il fut invaincu sur terre battue en 2006. Dès son premier tournoi de la saison il atteint la demi-finale de l'Open de Chennai où il perd contre Xavier Malisse. Il participe également au tournoi de Sydney mais, pour cause de douleurs aux adducteurs, abandonne au 1er tour contre Chris Guccione alors qu'il menait, préférant se soigner en vue de l'Open d'Australie débutant la semaine suivante. Il prend part ensuite à l'Open d'Australie où il s'incline en quart face à Fernando González. Blessé, Rafael Nadal déclare forfait pour le 1er tour de la Coupe Davis contre la Suisse (victoire de l'Espagne 3-2) puis pour l'Open 13. Il fait son retour sur les courts lors de l'Open de Dubaï mais perd pour la deuxième fois consécutive face à Mikhail Youzhny en quart de finale. Il participe ensuite au Masters d'Indian Wells qu'il remporte sans perdre un seul set, en dominant en finale le Serbe Novak Djokovic. Il enchaîne la semaine suivante avec le Masters de Miami où il est battu en quart de finale par Novak Djokovic. Il remporte son premier tournoi sur terre battue de sa saison, le Masters de Monte-Carlo, en battant Roger Federer. Il est ainsi le premier à réaliser le triplé à Roquebrune Cap Martin depuis Ilie Năstase (1971-1973). Il remporte ensuite l'Open de Barcelone pour la troisième année consécutive contre Guillermo Cañas en finale. C'est le 20e titre de sa carrière. Ces résultats lui permettent de prendre la place de Roger Federer en tête du classement ATP Race 2007 le 30 avril. En battant Nikolay Davydenko en demi-finale du Masters de Rome le 12 mai, Rafael Nadal bat le record détenu par John McEnroe de victoires consécutives sur une seule surface. Nadal bat en finale Fernando González et devient le premier joueur à s'imposer trois fois de suite au Foro Italico. La semaine suivante au Masters de Hambourg, il atteint la finale où il est battu par Roger Federer. À Roland-Garros, il arrive en finale et prend sa revanche sur Federer et gagne le tournoi pour la troisième fois consécutive.

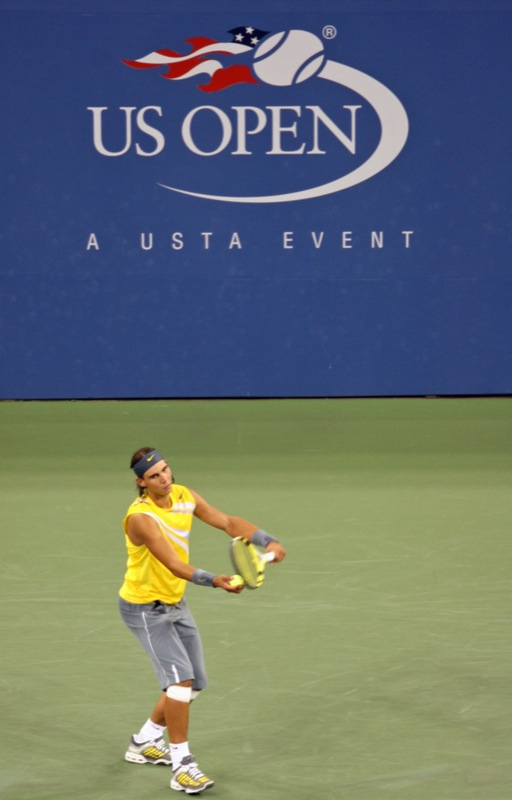
Rafael Nadal à l'US Open en 2007.

 Il participe la semaine suivante au tournoi du Queen's où il est battu en quarts de finale par Nicolas Mahut. À Wimbledon, il atteint la finale où il cède contre Roger Federer. Il participe une semaine plus tard au tournoi de Stuttgart qu'il remporte face à Stanislas Wawrinka après avoir failli abandonner au second tour pour cause de douleurs aux genoux. C'est son 6e titre de l'année et le 23e de sa carrière. Il enchaîne avec la tournée américaine, qui débute au Masters du Canada où il s'incline en demi-finale face au futur vainqueur de l'épreuve, Novak Djokovic. La semaine suivante, il participe au Masters de Cincinnati mais il abandonne au cours de son premier match face à l'Argentin Juan Mónaco pour cause de nouvelles douleurs aux genoux. Malgré les blessures récurrentes (tendinites) et le risque de se blesser très sérieusement, il participe au dernier Grand Chelem de l'année, l'US Open. Il s'inclinera face à son compatriote David Ferrer en huitième de finale. Par la suite, Nadal déclare forfait pour les trois tournois suivants afin de soigner ses blessures, soit l'Open de Chine, l'Open du Japon et l'Open de Vienne. Il s'aligne au Masters de Madrid où il s'incline en quart de finale contre l'Argentin David Nalbandian. En novembre, pour sa première participation au Masters de Paris-Bercy, Nadal perd en finale contre David Nalbandian. Lors de la Masters Cup, Nadal s'incline en demi-finale face à Roger Federer. Nadal reste no 2 mondial, mais n'a plus remporté le moindre titre après juillet 2007.

### 2008 - 2010: au sommet du tennis mondial et Grand Chelem doré

#### 2008: doublé Roland-Garros-Wimbledon, médaille d'or olympique,2eCoupe Davis et numéro 1 mondial

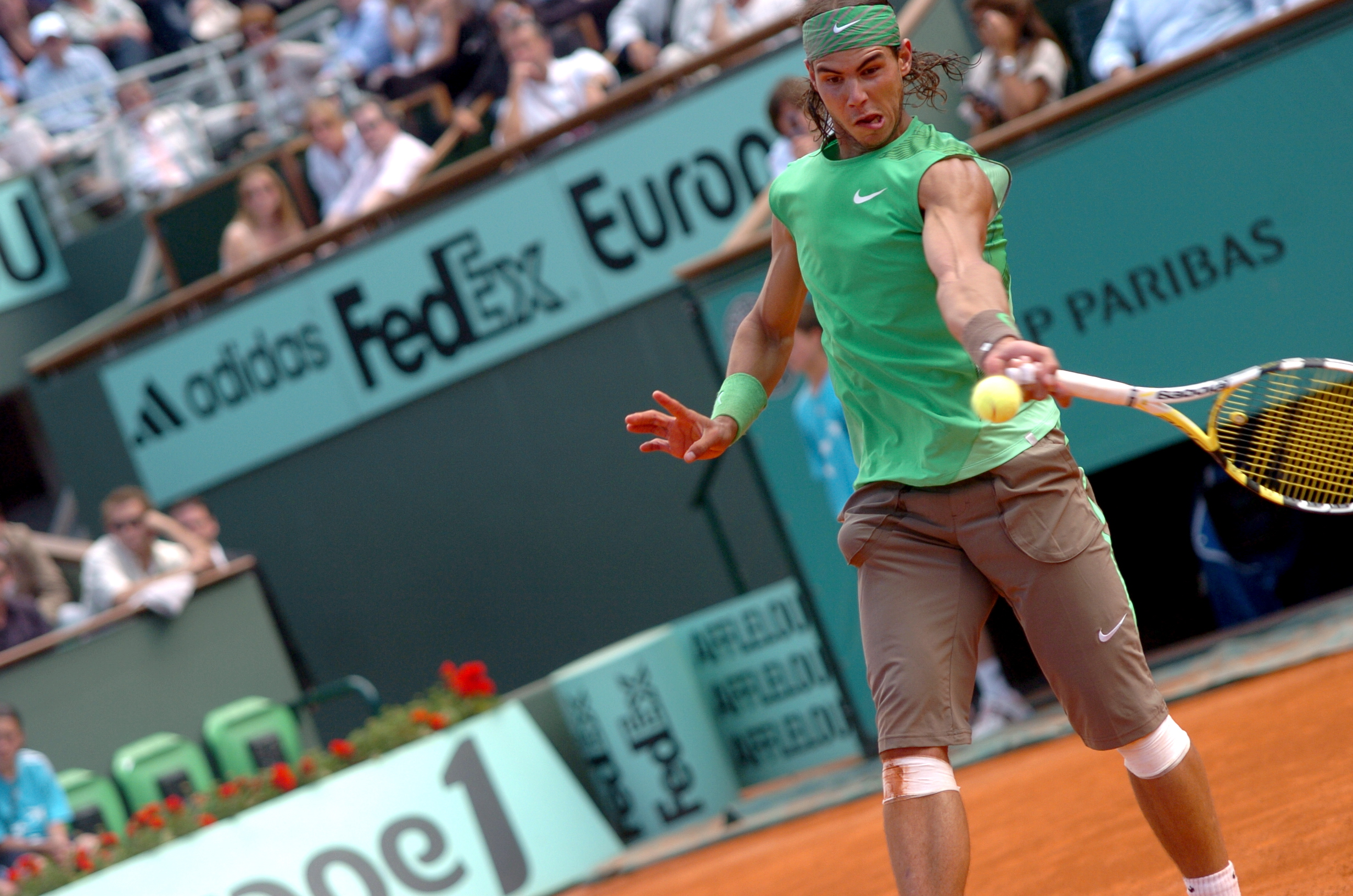
Rafael Nadal lors du premier tour de Roland-Garros face à Thomaz Bellucci, le 28 mai 2008.

Au début de l'année 2008, le duel Federer-Nadal reste au centre de toutes les attentions. À l'Open d'Australie, Rafael Nadal est sèchement battu en demi-finale par Jo-Wilfried Tsonga. Rafael Nadal remporte ensuite pour la quatrième fois consécutive le Masters de Monte-Carlo en battant Roger Federer en finale. C'est la première fois qu'un joueur remporte quatre fois de suite un Masters Series. La semaine suivante, Rafael Nadal remporte l'Open de Barcelone pour la quatrième année d'affilée face à David Ferrer. Une semaine plus tard, Rafael Nadal participe au Masters de Rome qu'il tente d'être le premier homme à remporter quatre fois consécutivement mais s'incline dès le 2e tour face à Juan Carlos Ferrero. Il gagne le Masters de Hambourg face au no 1 mondial Roger Federer. À Roland-Garros, Rafael Nadal remporte le titre en infligeant à Federer sa défaite la plus lourde en finale de Grand Chelem. La semaine suivante, il remporte pour la première fois le Queen's. À Wimbledon, Rafael Nadal réussit en finale à vaincre le quintuple tenant du titre Roger Federer au terme d'un des matchs les plus spectaculaires de l'histoire du tennis,,. Ce fut la finale la plus longue de Wimbledon, elle se conclut après 4 h 48 min, et est interrompue par deux reprises à cause des intempéries, juste avant que la nuit tombe. Nadal devient le 1er joueur depuis Björn Borg à réaliser le doublé Roland-Garros - Wimbledon. Il remporte ensuite le Masters du Canada pour la 2e fois de sa carrière en battant Nicolas Kiefer en finale. Au Masters de Cincinnati, il bat Nicolás Lapentti en quart de finale, victoire qui lui permet cette fois de passer no 1 mondial, après être resté durant près de 160 semaines consécutives dauphin de Federer. Il s'incline en demi-finale face au no 3 mondial Novak Djokovic. Nadal remporte les Jeux olympiques en battant en finale Fernando González. À l'US Open, il se qualifie pour la première fois de sa carrière en demi-finale. Il perd ensuite en quatre sets contre Andy Murray. Les 19 et 21 septembre, Rafael Nadal apporte en demi-finale de Coupe Davis les premier et troisième points à l'Espagne en dominant les Américains Sam Querrey et Andy Roddick. L'Espagne bat ainsi les États-Unis et se qualifie pour la finale contre l'Argentine. Au Masters de Madrid, il s'incline en demi-finale face à Gilles Simon. Au Masters de Paris-Bercy, il abandonne contre Nikolay Davydenko en quart de finale en raison d'une tendinite. Rafael Nadal clôt, à 22 ans, une saison quasiment parfaite marquée par huit titres, dont deux Grands Chelems, trois Masters Series, la médaille d'or en simple aux JO de Pékin, et des victoires dans deux autres tournois. Il finit l'année no 1 mondial.

#### 2009:1ersacre à l'Open d'Australie,3eCoupe Davis, défaite en 1/8 à Roland-Garros et perte de la place deno1mondial

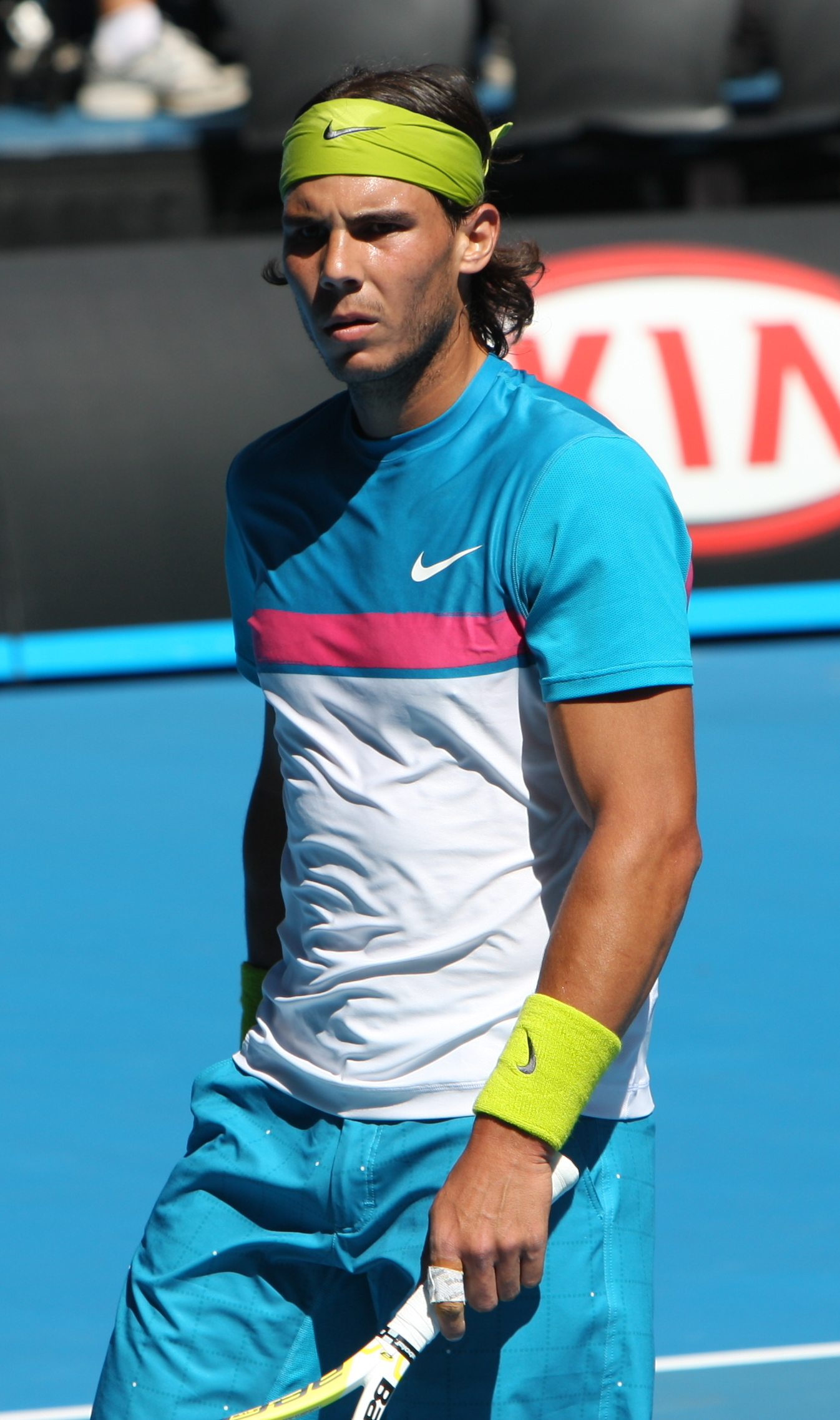
Rafael Nadal à l'Open d'Australie en 2009.

Nadal remporte cette fois l'Open d'Australie en battant Roger Federer. Il atteint pour la première fois la finale du tournoi de Rotterdam mais, handicapé par une blessure au genou droit, s'incline en finale face à Andy Murray. Cette blessure l'oblige à déclarer forfait pour l'Open de Dubaï deux semaines plus tard. Il participe ensuite au Masters de Miami mais s'incline en quarts face à Juan Martín del Potro. Sur terre battue, il remporte le Masters de Monte-Carlo pour la cinquième année consécutive (record) en battant Novak Djokovic. Il enchaîne avec un autre quintuplé record à l'Open de Barcelone en battant David Ferrer en finale. La semaine suivante, il remporte son quatrième Masters de Rome (record) en battant Novak Djokovic en finale. Il s'incline face à Roger Federer au Masters de Madrid, et est battu par Robin Söderling en huitième de finale de Roland-Garros. Rafael Nadal retombe dès lors à la deuxième place au classement ATP au mois de juillet. Il sera resté 46 semaines en tête. À l'US Open, il s'incline en demi-finale face à Juan Martín del Potro. Il retrouve ensuite la compétition à l'Open de Chine et perd contre Marin Čilić. Il parvient ensuite jusqu'en finale du Masters de Shanghai 2009, où il perd contre Nikolay Davydenko. Au Masters de Paris-Bercy, il sera arrêté par Novak Djokovic en demi-finale. Il termine néanmoins l'année de façon décevante aux Masters de Londres, où il se fait éliminer dès les poules. Cependant, il contribue à la victoire de l'Espagne face à la République tchèque (5-0) en finale de la Coupe Davis, remportant ses deux matchs en simple, face à Tomáš Berdych (7-5, 6-0, 6-2) et à Jan Hájek (6-3, 6-4). L'Espagne conserve ainsi son titre, et enlève la coupe pour la quatrième fois de son histoire.

#### 2010: Petit Chelem, Grand Chelem rouge, Grand Chelem doré en carrière, record de titres en Masters 1000 (18) et retour à la1replacemondiale
Nadal commence sa saison 2010 en se qualifiant en finale de l'Open de Doha et perd contre Nikolay Davydenko. 

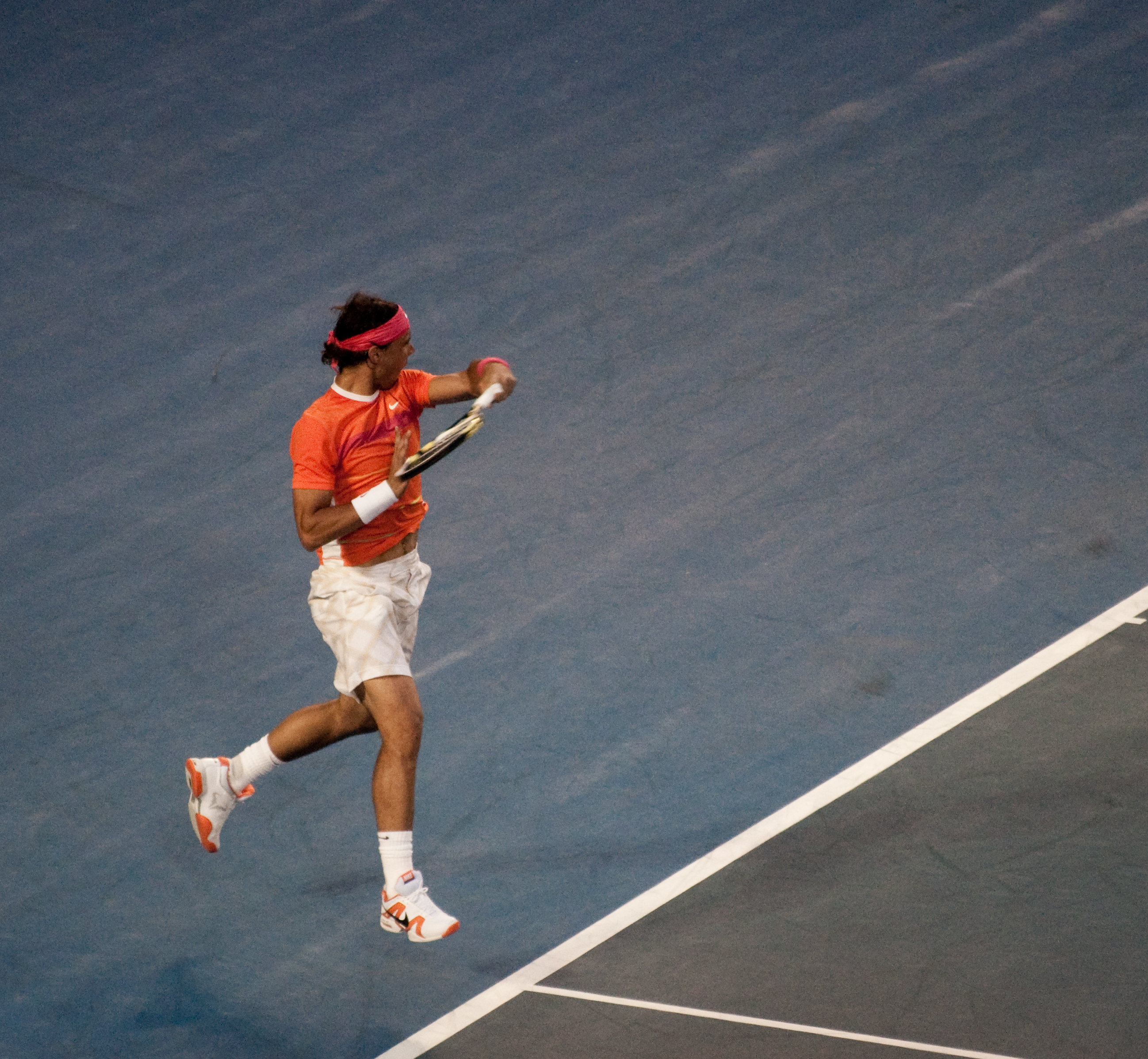
Rafael Nadal à l'Open d'Australie en 2010.

 Il abandonne en quart de finale face à l'Écossais Andy Murray lors de l'Open d'Australie. La blessure responsable de son abandon en quarts étant plus sérieuse que prévu, Nadal sera indisponible pendant au moins un mois. Il participe au Masters 1000 d'Indian Wells, où il s'incline en demi-finale face au futur vainqueur du tournoi Ivan Ljubičić. Il participe au Masters 1000 de Miami, où il est défait, en demi-finale par Andy Roddick. Au Masters de Monte-Carlo, il étrille l'Espagnol Fernando Verdasco pour son 6e sacre consécutif. Il déclare ensuite forfait pour l'Open de Barcelone, dont il est quintuple tenant du titre, afin de se reposer. Une semaine plus tard, il gagne le Masters de Rome en battant David Ferrer en finale. Après une nouvelle semaine de repos, il gagne le Masters de Madrid en battant Roger Federer en finale. Rafael Nadal devient le premier joueur de l'histoire à remporter les trois Masters 1000 sur terre battue la même année. Le 6 juin 2010, Rafael Nadal remporte Roland-Garros. Vient ensuite la saison sur gazon et Nadal est éliminé rapidement du Tournoi du Queen's par son compatriote Feliciano López, en 1/4 de finale. À Wimbledon, Nadal remporte donc Wimbledon en battant en finale le Tchèque Tomáš Berdych et réalise le 2e doublé Roland-Garros / Wimbledon de sa carrière. Rafael Nadal fait sensation en acceptant la proposition de Novak Djokovic de jouer ensemble en double au Masters du Canada mais la paire échoue dès son entrée en lice. En simple, Nadal s'incline en demi-finale contre le Britannique Andy Murray. 

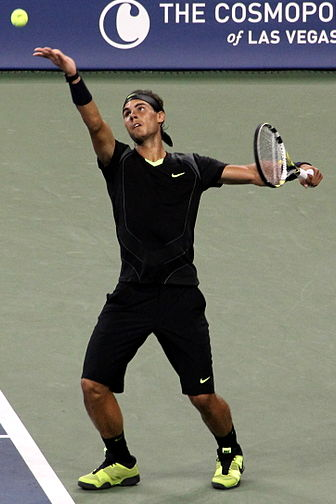
Rafael Nadal à l'US Open en 2010.

La semaine suivante, au Masters de Cincinnati, il s'incline en quarts de finale contre le Chypriote Márcos Baghdatís. Il se repose et s'entraîne jusqu'à son objectif de cette fin d'année, l'US Open. En finale, il bat Novak Djokovic pour leur première finale commune en Majeur. Rafael Nadal devient ainsi le plus jeune joueur de l'ère Open à avoir remporté les 4 tournois du Grand Chelem. Nadal effectue son retour à la compétition à l'Open de Thaïlande, où il s'incline en demi-finale contre son compatriote Guillermo García-López. Une semaine plus tard, l'Espagnol remporte l'Open du Japon pour la première fois, en battant Gaël Monfils en finale. Il déclare forfait pour le Masters de Paris-Bercy en raison d'une tendinite à l'épaule gauche qui lui impose un repos d'une semaine. Il se qualifie pour la première fois de sa carrière en finale de la Masters Cup avant de s'incliner face à Roger Federer en finale. Après une année 2009 marquée par les blessures, Nadal réussit une saison 2010 exceptionnelle.

### 2011 - 2014: vers le plus grand joueur sur terre battue

#### 2011:6etitre à Roland-Garros, finales à Wimbledon et l'US Open,4eCoupe Davis
En 2011, Nadal commence sa saison par l'Open de Dohaoù il échoue ensuite en demi-finale de face à Nikolay Davydenko mais remporte le tournoi en double aux côtés de son compatriote et ami Marc López.

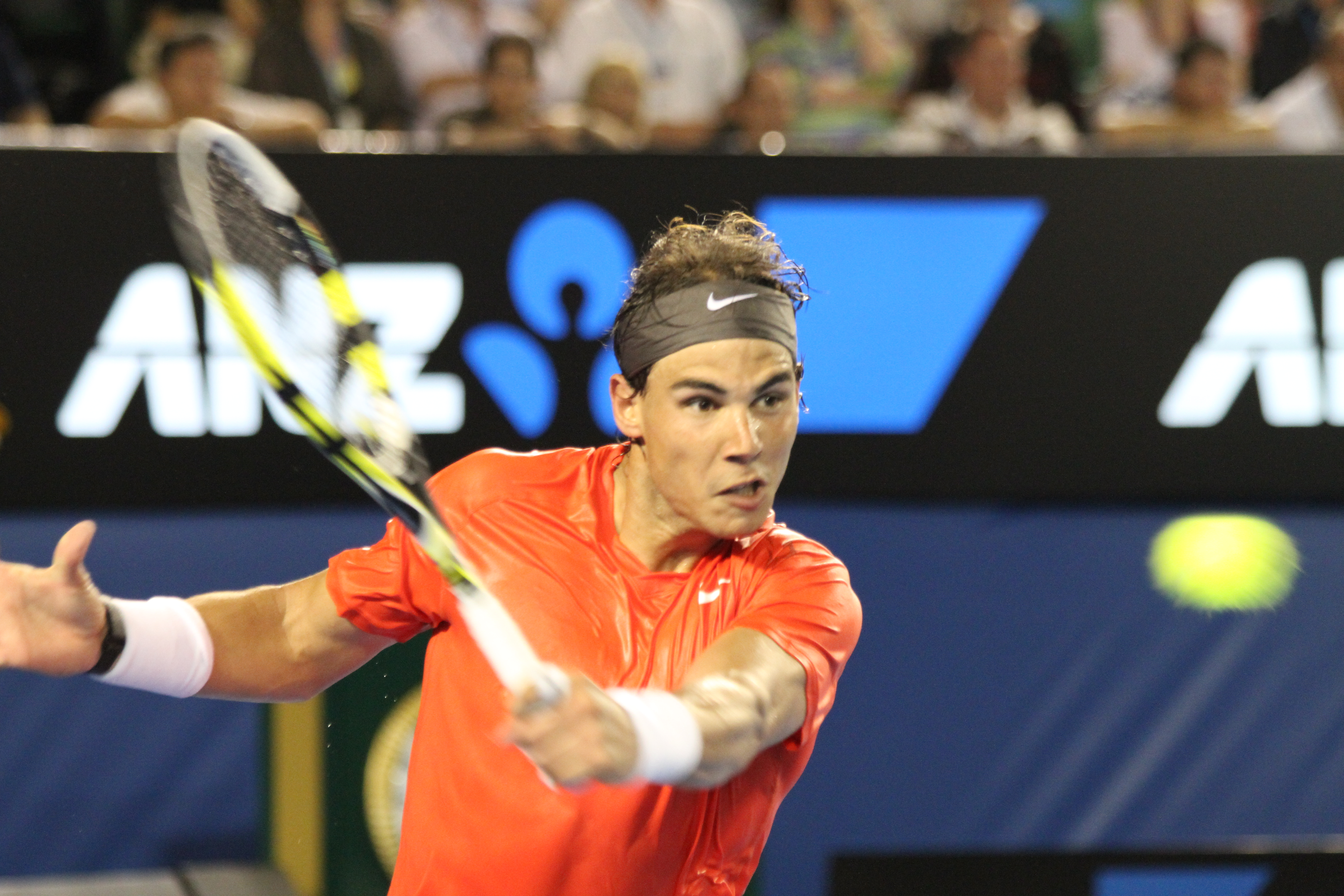
Rafael Nadal à l'Open d'Australie en 2011.

 À l'Open d'Australie, il est éliminé en quarts de finale par David Ferrer sans abandonner malgré sa blessure aux ischio-jambier. Il se qualifie ensuite pour la finale du Masters d'Indian Wells mais échoue ensuite face à Novak Djokovic. Une semaine plus tard, il se qualifie avec brio pour la finale du Masters de Miami mais s'incline encore face à un excellent Novak Djokovic au terme d'un match de haut niveau . Après une semaine de repos, il participe au Masters de Monte-Carlo qu'il remporte en battant David Ferrer en finale. C'est la première fois dans l'histoire du tennis qu'un joueur remporte un même tournoi 7 années d'affilée. Afin de défendre au mieux sa place de no 1 mondial, Rafael Nadal décide de participer la semaine suivante à l'Open de Barcelone et remporte le titre sans perdre le moindre set. Après une semaine de repos, il participe au Masters de Madrid où il enregistre en finale sa première défaite, pour la dixième confrontation, sur terre battue face à Novak Djokovic. Il participe la semaine suivante au Masters de Rome et perd à nouveau face Novak Djokovic en finale. Nadal arrive ensuite à Roland-Garros. Il y retrouve Roger Federer en finale, et gagne en quatre sets. Nadal prend part au Tournoi du Queen's, où il est sorti en 1/4 de finale, comme l'année précédente. Il dispute cependant le troisième Grand Chelem de la saison à Wimbledon, dont il est le tenant du titre en position de favori. Rafael Nadal retrouve en finale sa bête noire depuis le début de la saison Novak Djokovic, qui vient de devenir le nouveau numéro un mondial après avoir accédé à la finale du tournoi londonien. Il perd et concède sa cinquième défaite consécutive face au Serbe. Le 4 juillet 2011, Nadal perd la place de no 1 au profit de Novak Djokovic. Rafael Nadal arrive à l'Open du Canada où il se fait sortir dès son entrée en lice face au croate Ivan Dodig. Au Masters de Cincinnati 2011, il arrive au troisième tour mais il perd face à Mardy Fish. Il arrive à l'US Open en étant tenant du titre. Il arrive en finale face à Novak Djokovic où il échoue pour la sixième fois consécutivement. Lors des Masters de fin d'année, il ne passe finalement pas la phase de poule en s'inclinant d'abord lourdement contre Roger Federer où il déclarera en conférence de presse d'après-match "Aujourd'hui, il était juste trop bon pour moi". Qualifié pour la finale de la Coupe Davis où son équipe reçoit l'Argentine sur la terre battue de Séville, Nadal s'impose assez nettement pour le match d'ouverture face à Juan Mónaco, puis l'Espagne menant 2-1 après la victoire de Ferrer contre Juan Martín del Potro et la défaite de la paire López-Verdasco face à Nalbandian-Schwank, le Majorquin va apporter le point de la victoire à son équipe en remportant son deuxième simple du week-end face à Juan Martín del Potro. C'est la cinquième victoire de l'Espagne dans l'épreuve, la quatrième pour Nadal.

#### 2012: Record de titres à Roland-Garros,8etitre consécutif à Monte Carlo, record de titres en Masters 1000
Lors de son premier tournoi officiel de 2012 à l'Open de Doha, il s'incline ensuite contre Gaël Monfils en demi-finale.

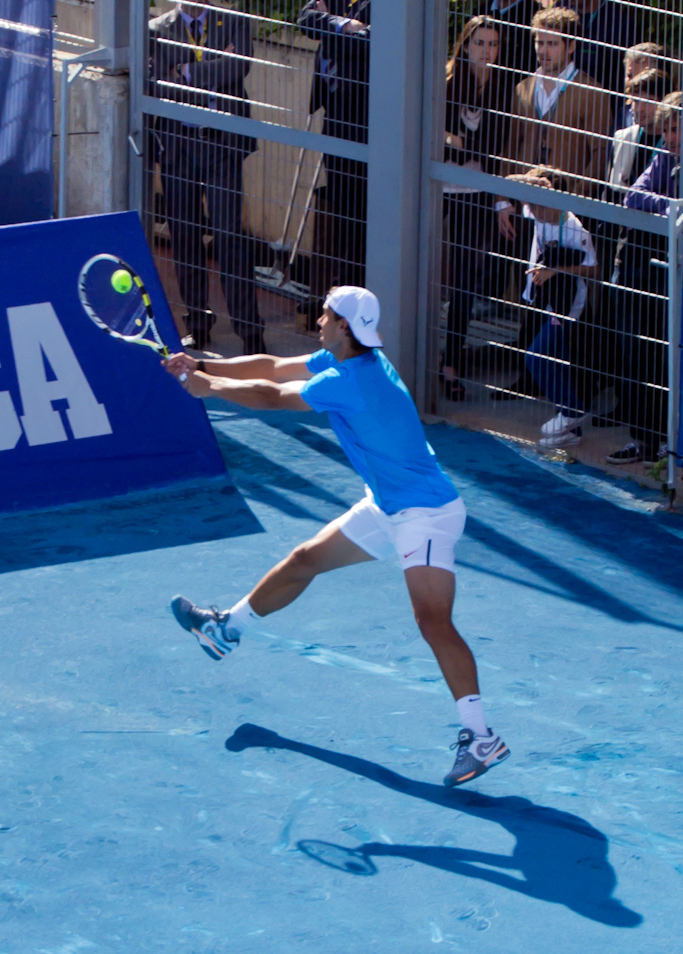
Rafael Nadal sur la terre battue de couleur bleue du Masters de Madrid.

 À l'Open d'Australie, il perd en finale face à Novak Djokovic après 5 h 53 min de jeu, faisant de ce match le plus long de l'histoire de l'Open d'Australie et aussi d'une finale de Grand Chelem. À Indian Wells, Nadal parvient jusqu'en demi-finale où il s'incline contre Roger Federer. Le lendemain, il se réconforte en gagnant pour la deuxième fois le double avec son compatriote Marc López. Au Masters de Miami, il arrive jusqu'en demi-finale où il déclare forfait à cause d'une douleur au genou gauche. Au Masters de Monte-Carlo, Nadal bat en finale Novak Djokovic. Il met ainsi fin à la série de sept défaites consécutives en finale face au Serbe et s'impose aussi pour la huitième fois consécutivement au Masters de Monte-Carlo, un record. En effet, il y reste invaincu depuis 42 matchs. De plus, il se positionne désormais seul en tête du classement du nombre de Masters 1000 remportés (au nombre de 20). La semaine suivante il parvient à conserver son titre à Barcelone. La semaine suivante, il commence le Masters de Madrid, lequel se joue sur une nouvelle terre battue de couleur bleue, que de nombreux joueurs dont lui-même critiquent avant le début du tournoi. Il s'incline contre son compatriote Fernando Verdasco. Contrarié par la nouvelle surface, il déclare ne pas vouloir revenir l'année suivante à Madrid si les conditions ne changent pas. Lors du tournoi suivant à Rome, Nadal remporte le 49e trophée de sa carrière et le 21e Masters 1000, un record. À Roland-Garros, Nadal se qualifie pour sa 7e finale à Roland-Garros en 8 participations. Il y retrouve son rival Novak Djokovic, tête de série no 1, et il le domine en quatre manches. Il s'agit là de son septième succès sur la terre battue de la Porte d'Auteuil, battant ainsi le record de Björn Borg. Avant d'aborder Wimbledon, Nadal fait son retour à Halle, tournoi qu'il n'avait plus disputé depuis 2005. Il est sorti en 1/4 de finale par l'Allemand Philipp Kohlschreiber, tenant du titre. Au tournoi de Wimbledon, il s'incline au 2e tour face au Tchèque Lukáš Rosol. Le 19 juillet 2012, il déclare forfait pour les Jeux Olympiques alors qu'il devait être porte-drapeau de la délégation espagnole. N'étant pas prêt physiquement à faire son retour, il déclare forfait pour les US Open Series (Toronto et Cincinnati) puis pour l'US Open (27 août - 12 septembre 2012) où il était finaliste l'année précédente. Il renonce aussi à la demi-finale de Coupe Davis. Toujours blessé au genou gauche, il dit tenter de tout faire pour effectuer son retour sur le circuit en 2013, notamment pour l'Open d'Australie. À l'issue d'une saison interrompue sur blessure au mois de juillet, il rétrograde au classement et finit à la quatrième place mondiale à l'ATP.

#### 2013:8esuccèsà Roland-Garros, 4 victoires nord-américaines (US Open, Indian Wells, Montréal, Cincinnati), record de titres en Masters 1000 (26) et retour à la1replacemondiale
En 2013, le retour à la compétition de Rafael Nadal a lieu au tournoi ATP 250 Series du Chili à Viña del Mar, sur terre battue, début février et s'incline en finale contre Horacio Zeballos. Il joue ensuite le tournoi de São Paulo où en finale, il s'impose aisément face à David Nalbandian. Après une semaine de repos, Nadal entame l'ATP 500 d'Acapulco et remporte son 52e titre face à David Ferrer. Après quelques incertitudes, Nadal se rend en Californie pour participer au tournoi d'Indian Wells. En finale, il défait en trois manches l'Argentin Juan Martín del Potro et redevient ainsi le seul détenteur du record de titres en Masters 1000 (22), qu'il codétenait avec Roger Federer depuis août 2012. Afin de préserver son genou pour la tournée européenne sur terre battue, il décide de déclarer forfait à Miami (Masters 1000). Nadal fait son retour à Monte-Carlo où il dispute sa 9e finale consécutive sur le Rocher, un record, mais s'y incline cependant pour la première fois, face à Novak Djokovic. Nadal continue sa route au tournoi de Barcelone. Il gagne le tournoi en remportant la finale contre Nicolás Almagro. Après ce succès, Rafa participe au Masters de Madrid et l'emporte contre le Suisse Stanislas Wawrinka. Il met ainsi fin à une très bonne série de victoires pour le Suisse, qui venait de remporter le tournoi d'Estoril avant cette finale. C'est le troisième titre au Masters de Madrid pour Nadal (le second depuis qu'il se joue sur terre battue) et son cinquième titre en 2013. Après Madrid, il enchaîne avec son septième titre à Rome. Il aborde les Internationaux de France de tennis 2013 comme grand favori. Le 9 juin 2013, Rafael Nadal gagne pour la 8e fois en 9 participations le tournoi de Roland-Garros en battant son compatriote David Ferrer en finale en 2 h 17 min de jeu. Il remporte à cette occasion le 12e titre du Grand Chelem de sa carrière et devient le seul joueur de l'histoire du tennis à détenir huit coupes d'un même tournoi du Grand Chelem. Le 24 juin 2013, Rafael Nadal entame son premier tournoi de l'année sur gazon à Wimbledon, sans avoir participé à aucun tournoi de préparation sur gazon. Il est battu dès le premier tour en trois manches par le Belge Steve Darcis. Il reprend la compétition début août 2013, au Masters du Canada et remporte ainsi son 25e Masters 1000. Il enchaîne la semaine suivante avec le Masters de Cincinnati et gagne là son 26e Masters 1000. Il arrive en tant que grand favori à l'US Open et remporte la finale de l'US Open face à Novak Djokovic et conclut l'année 2013 sur dur par 22 victoires en autant de matchs. Il gagne par la même occasion l'US Open Series, qui prime le joueur victorieux de l'US Open d'un montant d'un million de dollars. Rafa participe ensuite à l'Open de Chine où il remporte le tournoi.

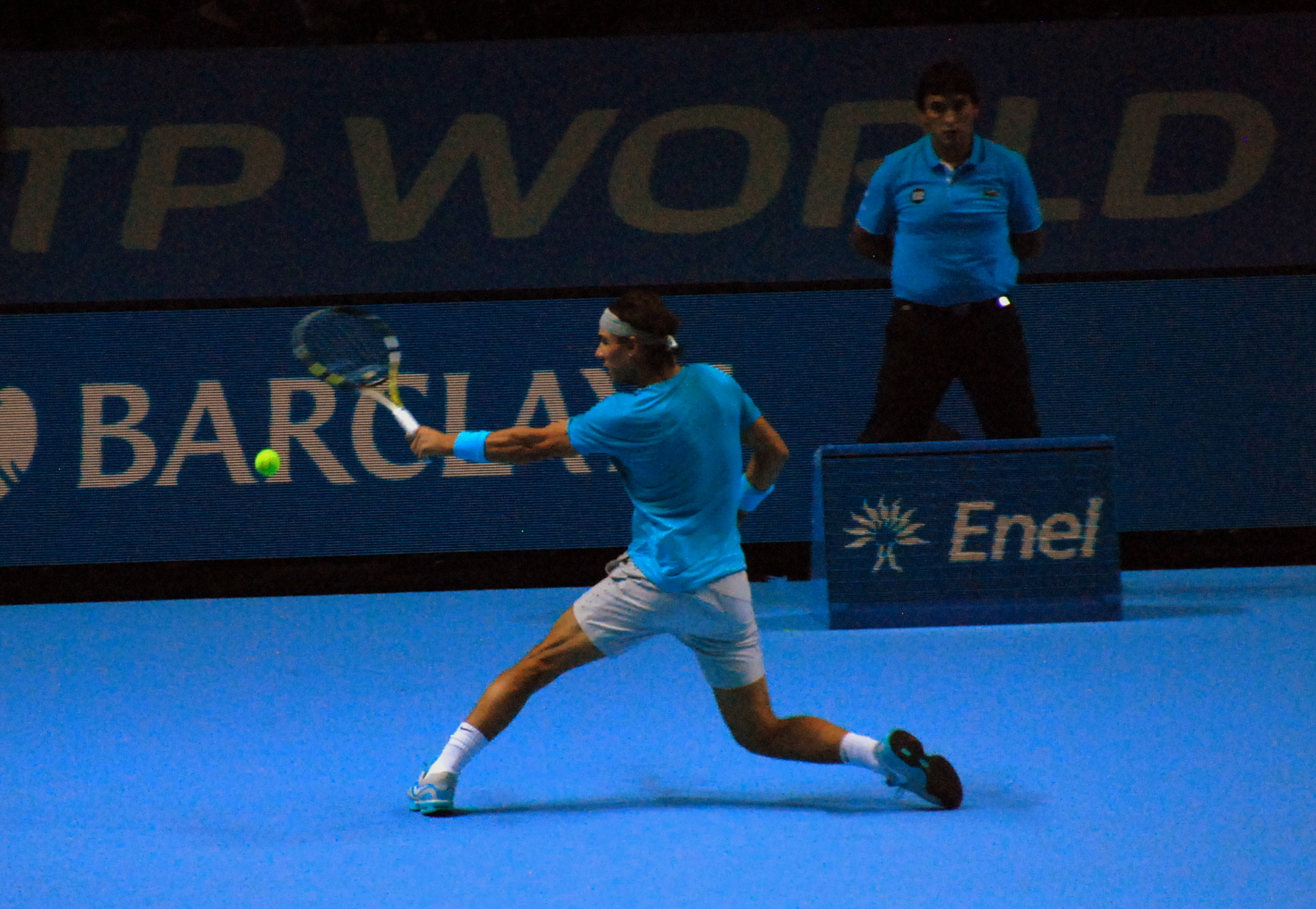
Rafael Nadal à ATP World Tour Finals 2013.

 Il poursuit sa route au Masters de Shanghai où il finit par perdre en demi-finale face à Juan Martín del Potro. Après Shanghai, il arrive au Masters de Paris-Bercy où il est battu en demi-finale par David Ferrer. Rafael Nadal prévoit ensuite de jouer la Masters Cup de Londres. Il s'incline en finale face à Novak Djokovic. Rafael Nadal a réalisé une année 2013 remarquable avec 10 titres à la clé et la reconquête de la place de no 1 mondial.

#### 2014: finale à l'Open d'Australie,9etitreà Roland-Garros, saison écourtée et sortie du top 4
Rafael Nadal commence sa saison 2014 avec l'Open de Doha et soulève le premier titre de sa carrière dans la capitale qatarie. Nadal enchaîne par l'Open d'Australie, où il atteint donc, après 2012, une nouvelle fois la finale à Melbourne et s'incline face à Stanislas Wawrinka. Il choisit de se relancer avec le tournoi de Rio de Janeiro, fin février, et gagne en finale face à Alexandr Dolgopolov, dans la douleur. En mars, il lance sa campagne américaine par le tournoi d'Indian Wells où il tente de conserver son titre. Il affronte Dolgopolov au troisième tour et se fait éliminer prématurément du tournoi. Il tente ensuite de remporter le tournoi de Miami, qu'il n'a jamais gagné malgré 4 finales. Il est opposé une nouvelle fois en finale à son grand rival, Novak Djokovic. Mais le Serbe, fort de ces victoires précédentes sur dur, ne laisse aucune chance à Nadal. Il commence la partie de la saison sur terre battue par un de ses tournois fétiches, celui de Monte-Carlo mais s'incline en quart de finale. Il participe ensuite au tournoi de Barcelone et s'incline en quart de finale. Il enchaîne par la suite avec le tournoi de Madrid où il est tenant du titre. Il remporte son 27e Masters 1000 face à Kei Nishikori en finale. Il poursuit par le tournoi de Rome et perd en finale face à Novak Djokovic. Il remporte ensuite son 9e tournoi de Roland-Garros et son 14e titre du Grand Chelem en battant Novak Djokovic en quatre sets. 

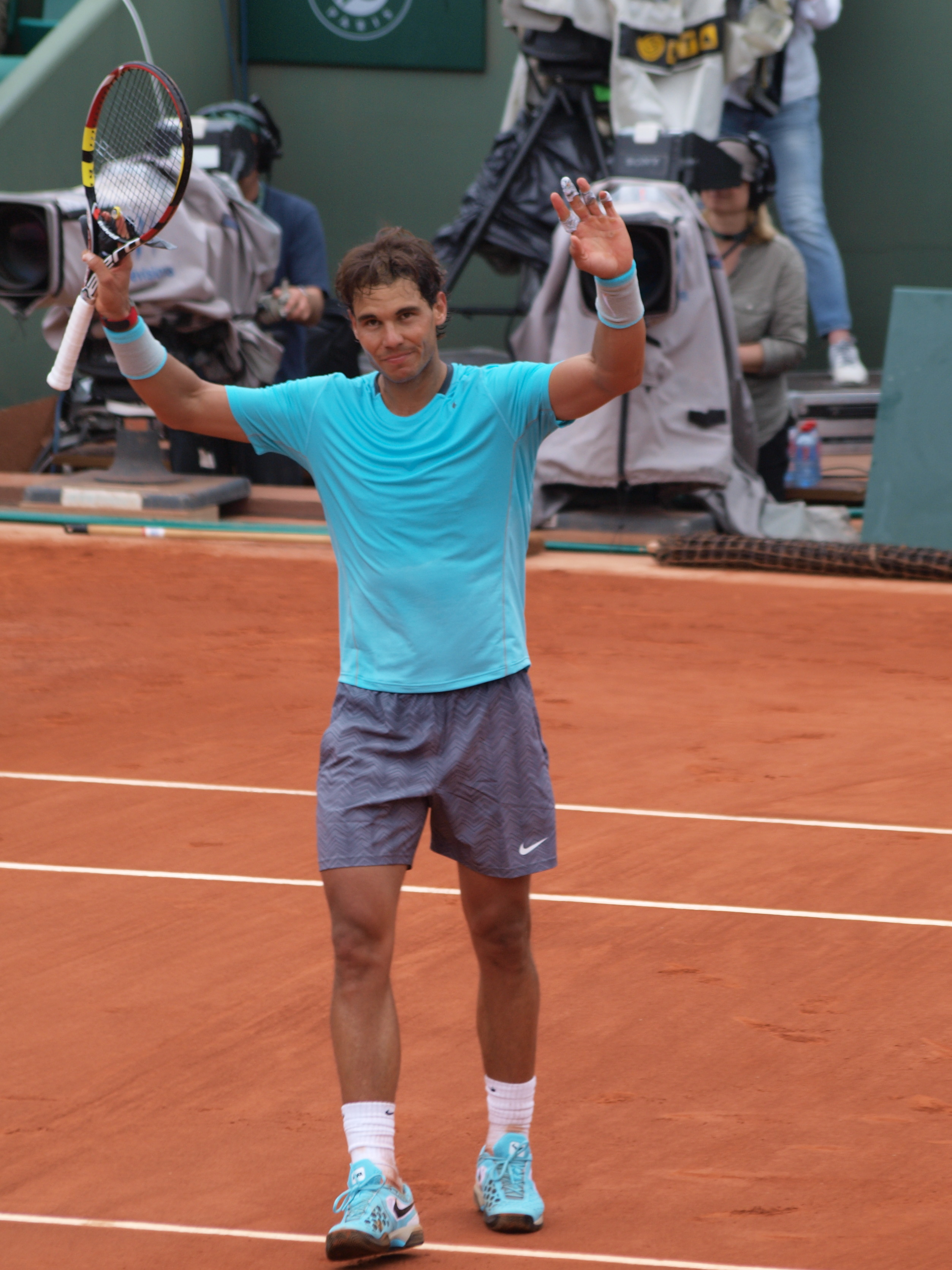
Rafael Nadal à Roland-Garros 2014.

 Sa saison sur gazon débute avec l'Open de Halle, où il est battu d'entrée par l'Allemand Dustin Brown. Lors du Grand Chelem londonien, il perd en 4 sets, contre un jeune Australien de 19 ans, Nick Kyrgios. Novak Djokovic, vainqueur du tournoi, lui ravit la première place mondiale. Nadal annonce ensuite qu'il s'est blessé au poignet droit à l'entrainement, il doit donc se résoudre à déclarer forfait pour les tournois de Toronto et Cincinnati et pour le dernier Grand Chelem de la saison. Il effectue son retour à l'Open de Chine où il est éliminé en quart de finale face au qualifié Martin Kližan. Souffrant d'une appendicite, il décide quand même de participer au Masters de Shanghai. Il est cependant éliminé dès son premier match contre son compatriote Feliciano López. Le 19 octobre, à la veille de son entrée en lice contre l'Italien Simone Bolelli au tournoi de Bâle, il déclare être « effrayé » par la réaction de son corps alors qu'il est toujours sous traitement antibiotique pour retarder au maximum son opération de l'appendicite. Il se fait éliminer en quart de finale par le jeune Borna Ćorić, 124e mondial et âgé de seulement 17 ans, en deux sets (6-2, 7-6). Dans la foulée de sa défaite, il déclare forfait pour le reste de la saison pour soigner son dos et se faire opérer pour son appendicite.

### 2015 - 2016: saisons décevantes gâchées par les blessures

#### 2015: blessures, contre-performances et sortie du Top 5
Rafael Nadal commence sa saison 2015 à l'Open de Doha. Pour la première fois depuis 2004, il commence ainsi sa saison par une défaite au premier tour face à Michael Berrer. Nadal enchaîne par l'Open d'Australie. En quart de finale, il est opposé à Tomáš Berdych qui parvient à le battre en trois sets. Nadal entame la saison sur terre battue sud-américaine avec l'Open de Rio de Janeiro. En demi-finale, il affronte Fabio Fognini et perd le match. Il continue la semaine suivante à Buenos Aires. Il remporte avec facilité la finale. Il gagne son 46e trophée sur terre battue et son 65e en carrière, dépassant l'Américain Pete Sampras et le Suédois Björn Borg. Rafael Nadal enchaîne avec le premier Masters 1000 de la saison à Indian Wells. Il rallie les quarts de finale où il perd contre le Canadien Milos Raonic. Ensuite à Miami, il perd au deuxième tour contre Fernando Verdasco. Pour le début de la saison de terre battue, Nadal commence comme toujours à Monte-Carlo. En demi-finale, il affronte Novak Djokovic mais perd. À Barcelone, il perd en huitième. Début mai, il s'en tire mieux au Masters 1000 de Madrid où il s'incline sèchement face à Andy Murray en finale , ce qui le fait reculer à la 7e place mondiale, le sortant du top 5 pour la première fois depuis 10 ans (il y était entré le 9 mai 2005). Au Masters 1000 de Rome, il s'incline en quart contre Stanislas Wawrinka. Nadal continue d'inquiéter les observateurs à l'approche de Roland-Garros qu'il aborde pour la première fois sans titre en Masters 1000,. Il arrive à Roland-Garros en manque de confiance et en n'étant pas le favori pour le titre. En quart de finale, il affronte Novak Djokovic. Le Serbe balaye l'Espagnol en trois sets en moins de deux heures et demie et sans réel suspense dans les deux derniers sets. C'est seulement la deuxième défaite de Nadal en 72 matchs à Roland-Garros et la fin d'une série de 39 victoires consécutives Porte d'Auteuil. Après cette défaite, Nadal tombe à la 9e place mondiale. C'est la première fois depuis 10 ans qu'il est aussi mal classé.

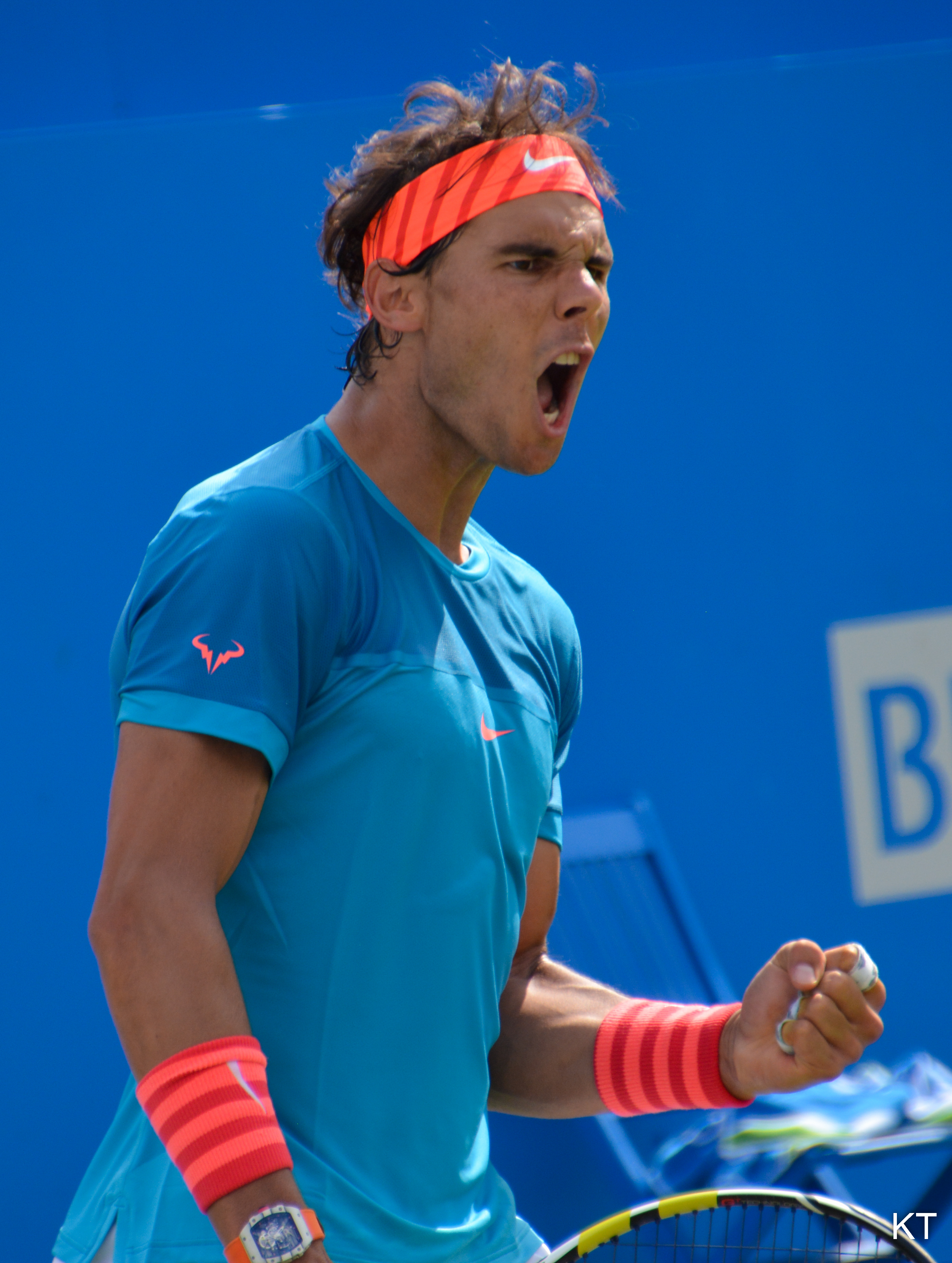
Rafael Nadal au Queen's 2015.

 Nadal commence la saison sur herbe malgré sa confiance perdue, et décide de jouer tout d'abord à Stuttgart et s'adjuge le tournoi contre le Serbe Viktor Troicki. Cependant deux jours après sa victoire à Stuttgart, au tournoi du Queen's, il n’enchaîne pas sur cette vague, et perd contre l'Ukrainien Alexandr Dolgopolov.Nadal fait son entrée au tournoi de Wimbledon où il connait une nouvelle désillusion sur le gazon londonien avec une élimination précoce au deuxième tour contre Dustin Brown. En manque de points, Rafa décide de participer au tournoi de Hambourg, qu'il remporte face à Fabio Fognini . Il entame la tournée nord-américaine avec la Coupe Rogers. Après être arrivé en quart de finale assez facilement, l'Espagnol affronte le Japonais Kei Nishikori, et s'incline. Ensuite au Western & Southern Open, il chute en huitième contre Feliciano López. Malgré cette défaite difficile pour lui, Nadal veut «juste continuer sa progression, ainsi que d'essayer d’être prêt pour l’US Open et de bien jouer là-bas». À l'US Open, il s'incline au deuxième tour face à Fabio Fognini. Pour la première fois depuis 2004, Nadal ne remporte aucun tournoi du Grand Chelem pendant l'année, et n'atteint même aucune demi-finale. Rafael Nadal participe ensuite à l'Open de Chine. Il perd la finale face à Novak Djokovic. Il enchaîne avec le Masters de Shanghai. Il perd en demi-finale face à Jo-Wilfried Tsonga. Il participe ensuite à l'Open de Bâle et perd contre Roger Federer. Rafael Nadal participe ensuite au dernier tournoi Masters 1000 de la saison à Paris-Bercy. Il s'incline en quarts de finale face à Stanislas Wawrinka. Il termine l'année au cinquième rang mondial, après un bon tournoi au Masters mais en perdant encore une fois face à Novak Djokovic en demi-finale.

#### 2016: Champion olympique en double et titré à Monte Carlo
Rafael Nadal commence sa saison 2016 avec l'Open de Doha et se qualifie pour la finale qu'il perdra face à Novak Djokovic. Il enchaîne avec l'Open d'Australie. Il affronte au premier tour son compatriote Fernando Verdasco qui le bat au bout d'un match éprouvant en 5 sets de 4 heures 42 de jeu et avoue que "c'est une défaite qui fait très mal". Après une courte pause, il participe au tournoi de Buenos Aires où il est tenant du titre. Il s'incline contre l'Autrichien Dominic Thiem dans un match à suspens de plus de deux heures et demie de jeu. La semaine suivante au tournoi de Rio de Janeiro, il perd en demi-finale face à Pablo Cuevas en trois sets. Au Masters d'Indian Wells, il perd en demi-finale face à Novak Djokovic. Au Masters de Miami, affecté par un virus, malade, il abandonne (au 3e set), dès son premier match face à Damir Džumhur victime de la chaleur.

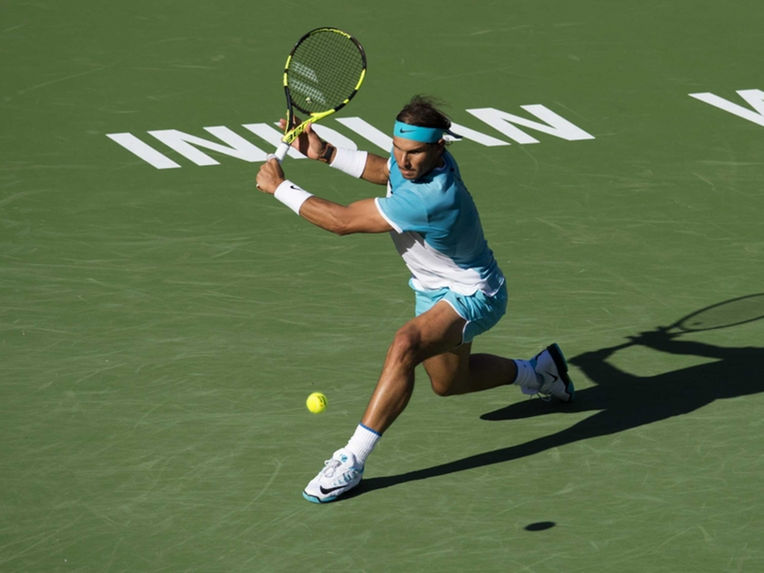
Rafael Nadal au Masters d'Indian Wells 2016.

 Au Masters de Monte-Carlo, Nadal surpasse Gaël Monfils pour remporter son 9e Monte-Carlo pour sa 100e finale ATP en 2 h 45 min. Il participe ensuite au tournoi de Barcelone. Il y atteint facilement la finale où il affronte le double tenant du titre Kei Nishikori. Il s'impose pour la 9e fois à Barcelone, remporte son 69e titre ATP en simple et son 49e sur terre battue, égalant le record de Guillermo Vilas. Deux semaines plus tard au Masters de Madrid, il se qualifie pour les demi-finales, où il est battu par Andy Murray en deux manches. Au Masters de Rome, il retrouve Novak Djokovic dès les quarts de finale, et le Serbe s'impose pour la 7e fois consécutive. À Roland-Garros, il remporte facilement ses deux premiers matchs et doit cependant se retirer du tournoi ensuite, à cause d'une blessure au poignet. Par la suite, il doit se résoudre à déclarer forfait pour les tournois du Queen's et de Wimbledon. Aux Jeux olympiques de Rio, il fait son retour et s'aligne en simple et en double. Il perd en demi-finale face à Juan Martín del Potro. Il perd la petite finale contre Kei Nishikori, 7e mondial, en 3 sets. En double, associé à Marc López, il remporte la médaille d'or, devenant le second joueur à avoir décroché l'or en simple et en double,. Il perd en huitième contre Borna Ćorić au Masters de Cincinnati mais cette défaite reste insignifiante au vu de sa fatigue et du retour du Brésil. A US Open, il perd en huitième de finale contre le Français Lucas Pouille. Il commence la tournée asiatique par l'Open de Chine où il affronte en quarts de finale Grigor Dimitrov qui le bat. Au Masters de Shanghai, il est battu d'entrée par Viktor Troicki. Fin octobre, Nadal annonce qu'il met un terme à sa saison, toujours pas complètement remis de sa blessure au poignet, pour se consacrer pleinement à 2017. En décembre, Carlos Moyà rejoint son staff d'entrainement.

### 2017 - 2022: les records historiques et la saga des décima

#### 2017:décimaà Roland-Garros, Monte-Carlo et Barcelone,3eUS Open, finale à l'Open d'Australie et retour à la1replace mondiale
Rafael Nadal commence sa saison 2017 à l'Open de Brisbane et perd en quart de finale face à Milos Raonic. Il participe ensuite à l'Open d'Australie où il s'incline en 5 sets et 3 h 37 face à Roger Federer alors qu'il menait avec un break d'avance dans la dernière manche (3-1), dans une finale à suspense avec de multiples points spectaculaires (35 coups gagnants pour 28 fautes directes). Il reprend la compétition en février au tournoi d'Acapulco. Il s'incline en finale face à l'Américain Sam Querrey. Début des Masters 1000, avec celui d'Indian Wells, où, en finale, il s'incline contre Roger Federer. Débute alors la saison sur terre battue, pour laquelle Nadal fonde de grands espoirs. Au Masters de Monte-Carlo, où il remporte la décima (un 10e titre), en s'imposant en finale face à son compatriote Albert Ramos-Viñolas. Il devient le premier joueur à remporter 10 fois un même tournoi. La semaine suivante, il participe à l'Open de Barcelone, où il devient le premier joueur à remporter dix fois deux tournois différents. Après une semaine de repos, Nadal arrive au Masters de Madrid diminué par une otite. En finale, il bat l'Autrichien Dominic Thiem no 9 mondial (7-68, 6-4) en 2 h 18 min dans un match intense et physique et remporte son 5e titre à Madrid. Avec 30 titres en Masters 1000, il égale le record de titres dans cette catégorie, détenu jusque-là par Novak Djokovic. Pour son dernier tournoi avant Roland-Garros, Nadal participe au Masters de Rome et perd en quarts de finale contre Dominic Thiem,.

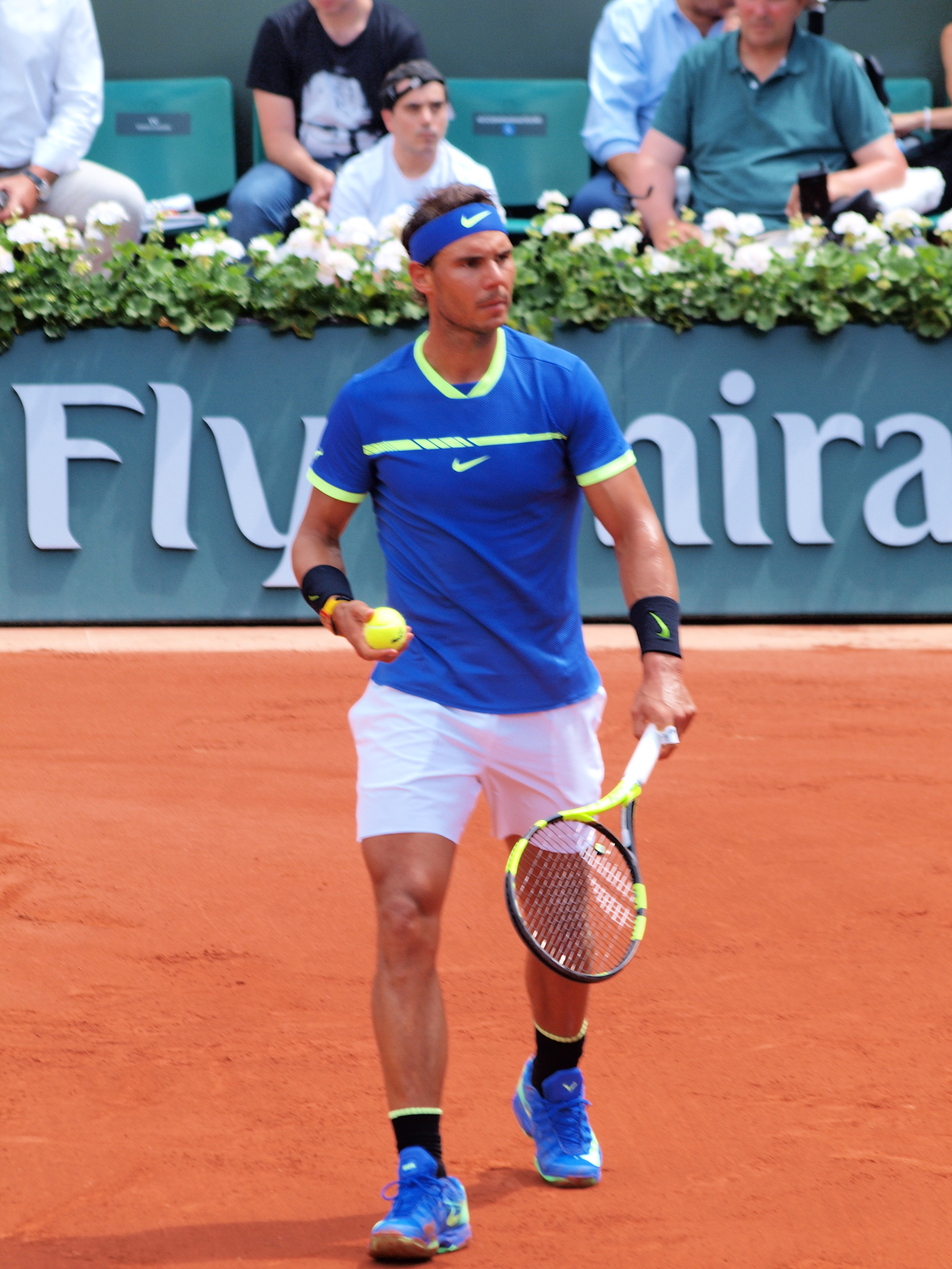
Rafael Nadal à Roland-Garros en 2017.

 Nadal arrive ensuite à Paris et réalise à nouveau la décima à Roland-Garros en battant en finale le Suisse Stan Wawrinka. À l'occasion de cette Décima, Rafael Nadal reçoit une réplique identique de la Coupe des Mousquetaires, offerte par la Fédération française de tennis (FFT),. Au tournoi de Wimbledon, il est éliminé en 1/8 de finale où il est opposé au Luxembourgeois Gilles Müller et dispute le cinquième set est le plus long de sa carrière : 28 jeux et 2 h 15 min. Après cette déception, Nadal commence sa saison sur dur au Masters du Canada, il s'incline au deuxième tour face au canadien Denis Shapovalov. La semaine suivante, au Masters de Cincinnati, il s'incline lors du deuxième tour face à l'Australien Nick Kyrgios. Malgré cette nouvelle élimination précoce, il redevient numéro 1 mondial le 21 août, 37 mois et demi après sa dernière apparition à cette place, le 6 juillet 2014. Une performance d'autant plus exceptionnelle qu'il s'est écoulé neuf ans entre la première fois où il est devenu numéro un mondial, en août 2008, et la dernière, en août 2017, ce qui constitue un record. Rafael Nadal remporte le dernier Grand Chelem de la saison, l'US Open, et s'adjuge face à Kevin Anderson un 3e titre à New York. Il s'agit de son 2e titre du Grand Chelem de l'année, une première depuis 2013, et de son 16e en carrière. Rafael Nadal effectue sa reprise à l'Open de Chine. Pour la finale, il bat l'Australien Nick Kyrgios. Au Masters 1000 de Shanghai, Nadal s'incline en finale face à Roger Federer. Au Masters 1000 de Paris-Bercy, il déclare forfait avant son quart de finale face au Serbe Filip Krajinović. Aux ATP World Tour Finals, il annonce après son premier match de poules son forfait pour la suite du tournoi et la fin de sa saison. Après deux saisons et demie gâchées par les blessures, Rafael Nadal a réussi un incroyable comeback pour signer l'une des plus belles saisons de sa carrière, auréolé de six succès, de nombreux records et de la place de numéro 1 mondial.

#### 2018:11evictoire à Roland-Garros, record de titres en Masters 1000 (33), abandons à l'Open d'Australie et à l'US Open, saison écourtée et perte du trône mondial
Rafael Nadal se présente à l'Open d'Australie sans avoir disputé de match officiel. En atteignant les quarts de finale pour la dixième fois en treize participations, Rafael Nadal est assuré de conserver sa 1re place mondiale à la fin du tournoi. Il y affronte le Croate Marin Čilić et doit abandonner au début du cinquième set à cause d'une blessure à la cuisse droite contractée au milieu du quatrième set. Arrêté trois semaines, il cède le 18 février sa 1re place mondiale à Roger Federer, vainqueur la veille du tournoi de Rotterdam. Après deux mois et demi sans jouer, Rafael Nadal effectue son retour à l'occasion du 1/4 de finale de Coupe Davis face à l'Allemagne à Valence, sur terre battue. Pour son premier match dans la compétition depuis septembre 2016, il remporte aisément ses deux simples face à Philipp Kohlschreiber et Alexander Zverev, pour égaliser à 1-1 puis 2-2. L'Espagne se qualifie finalement par 3 à 2 et se déplacera en France en demi-finale. Grâce à ces deux succès, il devient le joueur avec le plus de victoires consécutives dans la compétition, simples et doubles confondus : 24, depuis septembre 2005. Il attaque sa saison sur terre battue au Masters 1000 de Monte-Carlo, où il s'impose facilement en finale contre le Japonais Kei Nishikori. La semaine suivante, il se rend à Barcelone. En finale, il affronte le jeune Grec de 19 ans Stéfanos Tsitsipás, qu'il domine pour remporter son 11e titre en Catalogne. Après une semaine de repos, Rafael Nadal participe au Masters 1000 de Madrid. En quart de finale, il s'incline contre l'Autrichien Dominic Thiem. La semaine suivante, il participe au Masters 1000 de Rome et remporte son 8e titre dans ce tournoi. Rafael Nadal participe à Roland-Garros et bat l'Autrichien Dominic Thiem en 2 h 42 min (6-4, 6-3, 6-2) et remporte son 17e titre du Grand Chelem. A Wimbledon, il perd en demi-finale face à Novak Djokovic. Au Masters 1000 de Toronto, il remporte sa quatrième victoire au Canada et la deuxième à Toronto. 

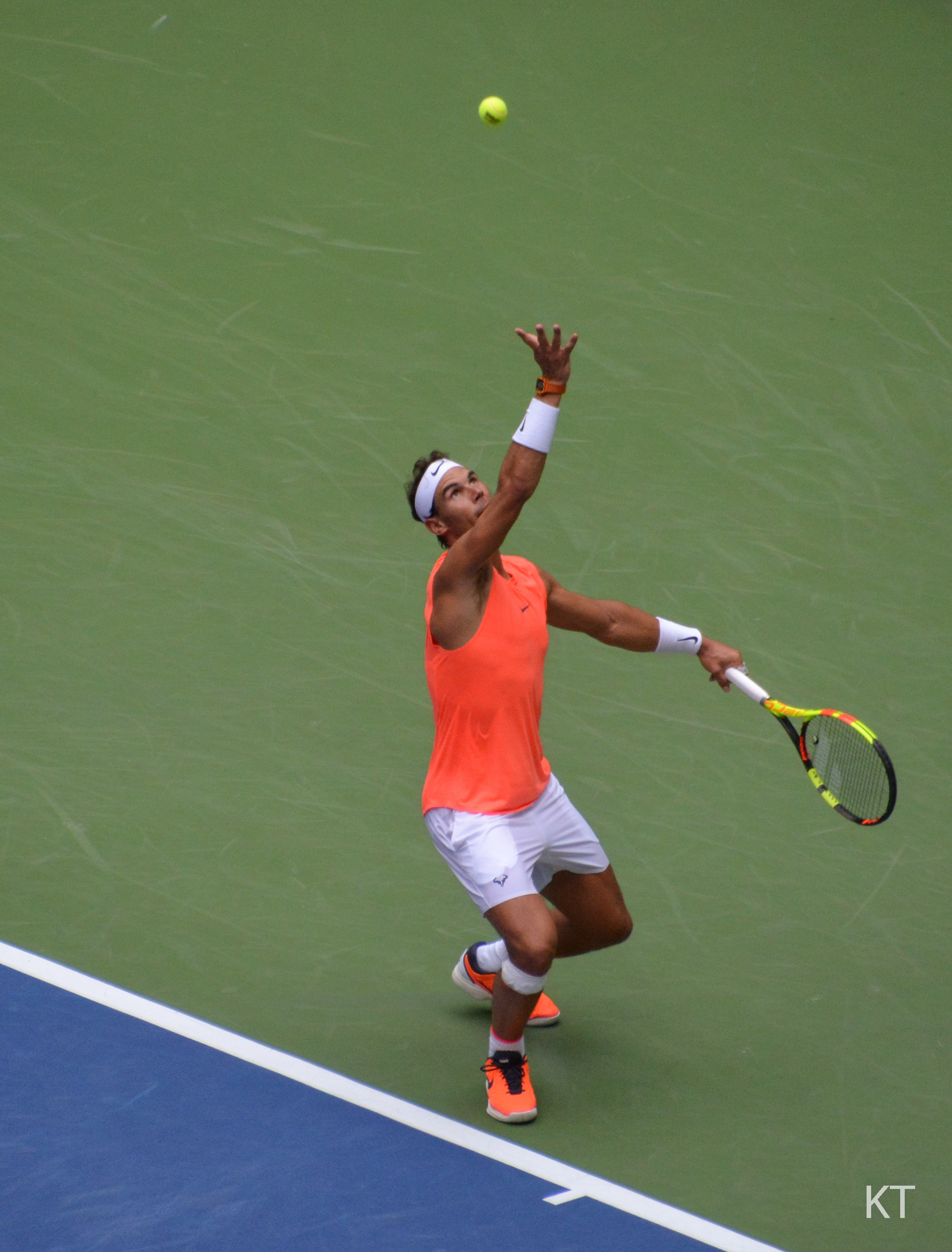
Rafael Nadal en train de servir lors de l'US Open 2018.

 À l'US Open, lors de la demi-finale, souffrant rapidement d'une douleur au genou droit, il perd les deux premières manches avant de se résoudre à abandonner face Juan Martin Del Potro. Le 5 novembre, il met un terme à sa saison en déclarant forfait pour les ATP Finals, à la suite d'une opération de la cheville droite. La saison 2018 de Rafael Nadal est contrastée, avec d'un côté un 17e titre du Grand Chelem à Roland-Garros, des succès sur terre battue et un record de titres en Masters 1000, et de l'autre des abandons à l'Open d'Australie et à l'US Open et la perte de la 1re place mondiale en fin d'année à cause de blessures.

#### 2019:12eRoland-Garros,4evictoire à l'US Open, finale à Melbourne, record de titres en Masters 1000 (35),5eCoupe Davis et retour à la1replace mondiale
Rafael Nadal arrive à l'Open d'Australie sans avoir joué de match officiel. Il perd en finale contre le Serbe Novak Djokovic. Il fait son retour à la compétition au tournoi du Mexique, à Acapulco, et au deuxième tour, il est battu par l'Australien Nick Kyrgios. Au Masters d'Indian Wells, il déclare forfait pour la demi-finale, où il devait affronter Roger Federer. Rafael Nadal revient sur les courts à l'occasion du Masters 1000 de Monte-Carlo, où en demi-finale, il passe à côté de son match et il est surclassé par Fabio Fognini. Il se présente ensuite à l'Open de Barcelone, où il s'incline de nouveau en demi-finale, vaincu en deux manches par Dominic Thiem. Après une semaine de repos, Nadal participe au Masters 1000 de Madrid, bien que diminué par un virus gastrique. Il est de nouveau éliminé en demi-finale, cette fois-ci face au Grec Stéfanos Tsitsipás, contre qui il s'incline pour la première fois. Il se présente enfin au Masters 1000 de Rome et remporte son premier titre de la saison. Rafael Nadal est numéro deux mondial et tête de série no 2 quand il arrive à Roland-Garros. Face à Thiem en finale, Nadal l'emporte, signant son 12e titre à Roland-Garros, soit le double de l'ancien record de Björn Borg.

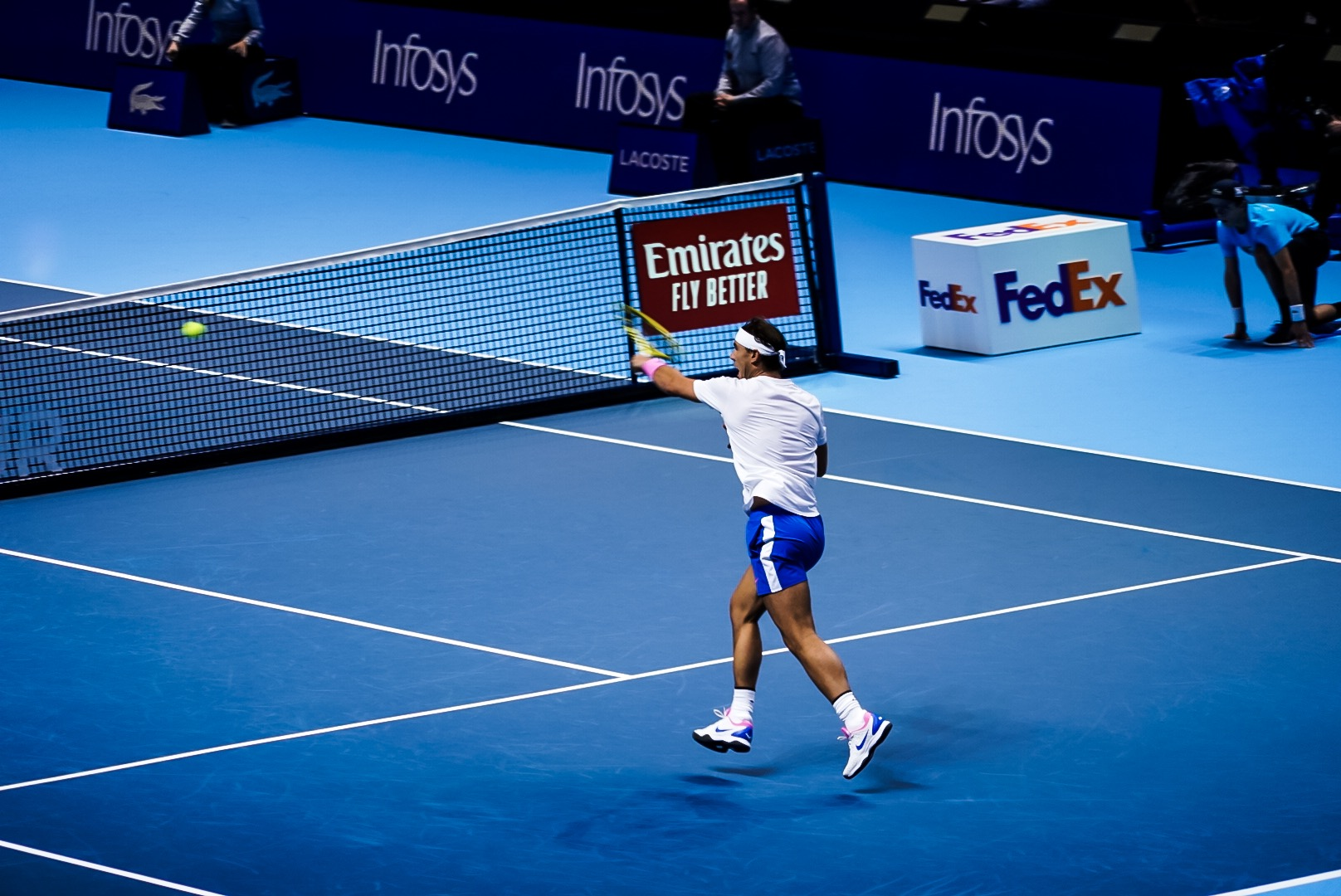
Nadal lors des ATP Finals en 2019 à Londres.

 À Wimbledon, en demi-finale, il retrouve, comme à Roland-Garros, Roger Federer, pour leur 40e duel. Après quatre manches, il s'incline. Rafael Nadal fait son retour à la compétition au Masters du Canada, où il conserve son titre, une grande première pour lui sur surface dure. À l'US Open, lors de la finale face à Daniil Medvedev, il s'impose et remporte son 4e US Open et son 19e titre du Grand Chelem. À cause de cette blessure, il renonce à prendre part, comme l'année précédente, à la tournée asiatique, et notamment au Masters 1000 de Shanghai. Cependant, malgré cette absence des courts, il est assuré de redevenir numéro 1 mondial à l'issue du Masters 1000 de Paris-Bercy, au classement du lundi 4 novembre, moment où les classements ATP et Race se rejoignent, les points des ATP Finals 2018 n'étant plus pris en compte. Il participe ensuite au Masters 1000 de Paris-Bercy. Quelques minutes avant sa demi-finale, lors de laquelle il devait affronter le Canadien Denis Shapovalov, il doit déclarer forfait, victime d'une blessure aux abdominaux survenue à la fin de son dernier entraînement. Rafael Nadal décide de participer aux ATP Finals à Londres. Malgré ses deux victoires en poules, il est éliminé de la compétition.
Rafael Nadal termine la saison à la première place mondiale, malgré de nouvelles blessures et une saison sur terre battue plus compliquée que d'habitude. Il participe ensuite à la première édition de la nouvelle version de la Coupe Davis, disputée sur une semaine à Madrid. En finale, il remporte le point du titre face au Canada en battant Denis Shapovalov. C'est sa cinquième victoire en Coupe Davis.

#### 2020:13etitre à Roland-Garros,20etitre record (ex aequo) en Grand Chelem et record de semaines consécutives dans le Top 10
Le 1er janvier 2020, il devient le seul joueur à avoir été numéro 1 mondial lors de trois décennies différentes : 2000, 2010 et 2020. Nadal commence officiellement sa saison à la première édition de l'ATP Cup, organisée en Australie. En finale, il s'incline en simple contre Novak Djokovic (2-6, 6-7) et l'Espagne finit par perdre contre la Serbie (1-2). Rafael Nadal participe à l'Open d'Australie et en quart de finale, il s'incline contre Dominic Thiem. Rafael Nadal fait son retour sur le circuit quelques semaines plus tard, lors du tournoi ATP 500 du Mexique, à Acapulco. Il remporte le tournoi en battant l'Américain Taylor Fritz. Par la suite, l'ATP décide d'annuler tous les tournois lors de la pandémie jusqu'au 22 août. Durant l'été, on l'apprendra plus tard, il a longtemps souffert d'une blessure au pied et ne pouvait s'entraîner qu'une heure par jour. Le 4 août, Rafael Nadal annonce qu'il ne défendra pas son titre à l'US Open (disputé à huis clos) en raison de la situation sanitaire. Il reprend la compétition au Masters 1000 de Rome, disputé à huis clos. En quart de finale, il est battu par Diego Schwartzman. C'est donc avec peu de repères que Rafael Nadal se présente à Roland-Garros, disputé exceptionnellement à partir du 27 septembre et devant un nombre de spectateurs réduit. En finale, il est confronté à Novak Djokovic, numéro 1 mondial et invaincu sur le terrain depuis le début de la saison (37 victoires). Il signe sa 100e victoire à Roland Garros en 102 matchs, devenant le deuxième joueur à atteindre cette barre en Grand Chelem, après Roger Federer (102 victoires à l'Open d'Australie et 101 à Wimbledon). Enfin et surtout, il remporte son 20e titre du Grand Chelem et égale le record de la catégorie, que Roger Federer détenait seul depuis onze ans et trois mois. Nadal participe ensuite au Masters de Paris-Bercy. En demi-finale, il est éliminé en deux manches par l'Allemand Alexander Zverev. Le 9 novembre, il devient le joueur ayant passé le plus de semaines consécutives dans le top 10 du classement ATP. Aux ATP Finals, il se qualifie pour sa sixième demi-finale en dix participations. Il est opposé au Russe Daniil Medvedev et s'incline.

#### 2021:decimaà Rome, saison gâchée par une blessure au pied et écourtée, sortie du top 5
Lors l'Open d'Australie, en quart de finale, il est battu en cinq sets et 4 h 5 min par le Grec Stéfanos Tsitsipás. Rafael Nadal déclare ensuite forfait pour les tournois de Rotterdam et d'Acapulco et décline une invitation à celui de Dubaï, souffrant toujours du dos. Puis il renonce à participer aux premiers Masters 1000 de l'année, à Miami, pour se préserver pour la saison sur terre battue. Nadal fait son retour sur les courts à l'occasion du Masters 1000 de Monte-Carlo. En quart de finale, il s'incline contre Andrey Rublev. La semaine suivante, Rafael Nadal participe au tournoi de Barcelone et remporte son premier titre de la saison. Après une semaine de repos, il prend part au Masters 1000 de Madrid. En quart de finale, il est battu par l'Allemand Alexander Zverev. La semaine suivante, Rafael Nadal participe au Masters 1000 de Rome. C'est son 10e titre dans la capitale italienne. Le même jour, le tirage au sort le place dans la même partie de tableau que le n°1 mondial Novak Djokovic, rendant possible un affrontement entre les deux hommes dès les demi-finale. A Roland-Garros, en demi-finale, il retrouve le numéro 1 mondial Novak Djokovic et s'incline contre le Serbe (3-6, 6-4, 7-64, 6-2) après un superbe combat de quatre sets et 4 h 11 min terminé à 1 h du matin. En juin 2021, il déclare forfait pour Wimbledon et les Jeux olympiques de Tokyo afin de préserver sa condition physique, et notamment son pied gauche. Nadal effectue son retour sur les courts près de deux mois après son dernier match, à l'occasion du tournoi de Washington. En huitième de finale, il est battu par le Sud-Africain Lloyd Harris. Le 20 août, il annonce qu'il met un terme à sa saison en raison de sa douleur au pied gauche. Malgré cette fin de saison prématurée, Rafael Nadal se maintient dans le top 10 en fin d'année, en terminant à la 6e place mondiale.

#### 2022:2eOpen d'Australie,14eRoland-Garros et record de titres en Grand Chelem
Il commence sa saison au tournoi de Melbourne (ATP 250). En finale, il affronte l'Américain Maxime Cressy, issu des qualifications. Il l'emporte en deux manches. Rafael Nadal participe à l'Open d'Australie. C'est la quatrième fois qu'il remporte une finale de Grand Chelem en cinq sets, la première après avoir perdu les deux premières manches. Avec ce 21e titre, il devient le seul recordman de victoires en Grand Chelem. Trois semaines plus tard, il effectue son retour sur les courts à l'occasion du tournoi d'Acapulco (ATP 500). En finale, il domine le Britannique Cameron Norrie. Il participe ensuite au Masters 1000 d'Indian Wells. En finale, il part favori face à l'Américain Taylor Fritz (no 20), néophyte à ce niveau. Mais, diminué par des douleurs pectorales et dorsales l'empêchant de respirer normalement (il se fait manipuler à deux reprises par le kiné au cours de la partie), il s'incline en deux sets (3-6, 65-7). À son retour en Espagne, on lui diagnostique une fissure à une côte. À l'arrêt complet pendant quatre semaines, il manque le début de saison sur terre battue et deux de ses tournois fétiches, le Masters 1000 de Monte-Carlo (remporté à onze reprises) et l'ATP 500 de Barcelone (remporté à douze reprises et où il est tenant du titre). Rafael Nadal retrouve les courts au Masters 1000 de Madrid. En quart de finale, il perd contre Carlos Alcaraz. La semaine suivante, il participe au Masters 1000 de Rome, où il est battu en huitièmes de finale par le Canadien Denis Shapovalov. A Roland-Garros, Rafael Nadal remporte le titre en battant en finale Casper Ruud. Il révèle le soir de la finale avoir eu le pied gauche anesthésié durant tout le tournoi, à la suite d'injections d'anti-inflammatoires sur deux nerfs sensoriels, pour ne plus ressentir la douleur. À Wimbledon, alors qu'il doit affronter l'Australien Nick Kyrgios en demi-finale, il déclare forfait la veille, victime d'une déchirure abdominale de sept millimètres. Il revient à la compétition au Masters 1000 de Cincinnati, où il est battu dès son entrée en lice par le Croate Borna Ćorić. Rafael Nadal est présent à l'US Open. En huitième de finale, il est battu par Frances Tiafoe. Après près de deux mois sans compétition (ce qui ne l'a pas empêché de redevenir numéro 2 mondial), Rafael Nadal effectue son retour sur les courts au Masters 1000 de Paris-Bercy. Il s'incline dès son premier match, contre l'Américain Tommy Paul. Il participe ensuite aux ATP Finals à Turin. Il débute par deux défaites et est rapidement éliminé, perdant tout espoir de finir l'année numéro 1 mondial.

### 2023 - 2024: Fin de carrière

#### 2023: blessure lors de l'Open d'Australie, nombreux forfaits et sortie du top 100
Rafael Nadal commence sa saison 2023 à la United Cup, une compétition par équipes mixtes, en Australie. Il y perd ses deux matchs en simple, malgré le gain du premier set à chaque fois, contre Cameron Norrie (6-3, 3-6, 4-6) et Alex de Minaur (6-3, 1-6, 5-7), lors des défaites de l'Espagne contre la Grande-Bretagne (1-4) et l'Australie (2-3). Il compte désormais six défaites sur ses sept derniers matchs.
Il défend son titre à l'Open d'Australie en tant que tête de série numéro 1, Carlos Alcaraz étant forfait. Au premier tour, il bat le Britannique Jack Draper (no 61) en quatre sets et 3 h 41 (7-5, 2-6, 6-4, 6-1). Au deuxième tour, blessé à la hanche mais refusant d'abandonner (les examens révèleront une lésion de grade 2 du psoas-iliaque), il est éliminé par l'Américain Mackenzie McDonald (no 41) en trois sets et 2 h 32 (4-6, 4-6, 5-7). Cette septième défaite en neuf matchs est aussi son élimination la plus précoce en Grand Chelem depuis sept ans et l'Open d'Australie, déjà, en 2016. Il recule à la 6e place du classement ATP à l'issue du tournoi, par ailleurs remporté par Novak Djokovic, qui égale ainsi le record de titres en Grand Chelem : 22.
Le 26 mars 2023, Rafael Nadal sort du top 10 pour la première fois depuis le 25 avril 2005, soit 912 semaines consécutives.
Le 18 mai, toujours blessé, il annonce en conférence de presse son forfait pour Roland-Garros, une absence pour encore plusieurs mois (sans doute jusqu'à la fin de la saison) et une probable retraite en 2024. Le 18 juin, il quitte le top 100 pour la première fois depuis plus de 20 ans (30 avril 2003) en se retrouvant 136e mondial.
Le 1er décembre 2023, après de longs mois d'incertitude, il annonce dans une vidéo son retour sur les courts à l'occasion du tournoi de Brisbane, à partir du 31 décembre.
Au dernier classement ATP de l'année, le 31 décembre, Rafael Nadal pointe à la 670e place mondiale, son classement le plus bas depuis le 7 mai 2002 (762e).

#### 2024: retour de blessure et retraite sportive
Rafael Nadal fait son retour sur les courts de tennis après presque un an d'absence au tournoi de Brisbane, en Australie, grâce à une invitation. Au premier tour, il retrouve l'ancien numéro 3 mondial, l'Autrichien Dominic Thiem, pour un seizième affrontement et s'impose en deux sets et 1 h 29 de jeu (7-5, 6-1). Lors du deuxième tour, il affronte l'Australien Jason Kubler et s'impose également en deux sets et 1 h 23 de jeu (6-1, 6-2). En quarts de finale du tournoi, il affronte un autre Australien, Jordan Thompson, et s'incline en trois sets après 3 h 24 de jeu et après a voir eu 3 balles de match dans le deuxième set (7-5, 66-7, 3-6). Blessé à la jambe gauche lors de son dernier match, il décide de déclarer forfait pour l'Open d'Australie.
Forfait en février à Doha, il est attendu au début du mois de mars à Indian Wells où il doit affronter Milos Raonic quelques jours après avoir joué une exhibition. Il déclare cependant forfait à la veille de son premier tour. Toujours diminué, notamment au service, Rafael Nadal renonce à participer au tournoi de Monte-Carlo qui marque le début de la saison de terre battue.
Le 16 avril 2024, il fait son retour sur terre battue, après 631 jours, lors du tournoi de Barcelone en battant l'Italien Flavio Cobolli (6-2, 6-3) au premier tour,. Le lendemain, il est battu par l'Australien Alex de Minaur lors du deuxième tour (5-7, 1-6),. Le 25 avril 2024, lors du tournoi de Madrid, il affronte l'Américain Darwin Blanch au premier tour et s'impose en deux sets (6-1, 6-0),. Au deuxième tour, il retrouve l'Australien Alex de Minaur, son tombeur à Barcelone et prend sa revanche en s'imposant en deux sets (7-66, 6-3) et 2 h 1 de jeu,. Lors du troisième tour, il affronte l'Argentin Pedro Cachín et bat son adversaire, après plus de 3 h de jeu, en trois sets (6-1, 6-75, 6-3),. Le lendemain, il est battu par le Tchèque Jiří Lehečka en huitièmes de finale (5-7, 4-6),. Après la rencontre, un hommage est rendu à l'Espagnol avec cinq toiles verticales qui sont suspendues à la tribune haute du court central, chacune correspondant à ses cinq titres conquis à l'Open de Madrid (2005, 2010, 2013, 2014 et 2017),.
Lors du tournoi de tennis de Rome 2024, il affronte au premier tour le Belge Zizou Bergs et remporte la rencontre en trois sets (4-6, 6-3, 6-4) et 2 h 46 de jeu. Au deuxième tour, il est confronté au Polonais Hubert Hurkacz et s'incline en deux sets (1-6, 3-6). À Roland-Garros, Nadal est opposé au premier tour à Alexander Zverev, tête de série numéro 4, et est dominé en trois sets par l'Allemand. Il s'agit de sa quatrième défaite en 19 ans dans le tournoi parisien et la première dès son entrée en lice.
Rafael Nadal fait ensuite l'impasse sur la saison de gazon et reprend la compétition lors du tournoi de Suède, sur terre battue, avec comme objectif les Jeux olympiques de Paris qui se disputent sur cette surface. Le 16 juillet 2024, à Båstad, il dispute son premier match en simple depuis sa défaite au premier tour contre Alexander Zverev à Roland-Garros. Il affronte au premier tour le Suédois Leo Borg, le fils de Björn Borg, et remporte la rencontre en deux sets (6-3, 6-4). Lors du deuxième tour, il affronte le Britannique Cameron Norrie et bat son adversaire en deux sets (6-4, 6-4). En quarts de finale, il bat l'Argentin Mariano Navone en trois sets (6-7, 7-5, 7-5). Lors des demi-finales, il affronte le Croate Duje Ajduković et remporte le match en trois sets (4-6, 6-3, 6-4). Il se qualifie pour sa première finale depuis sa victoire à Roland-Garros en 2022 et s'incline contre le Portugais Nuno Borges qui remporte son premier titre ATP.
Le 4 août aux Jeux olympiques d'été de 2024, pour leur 60e et dernier duel, il perd contre le futur vainqueur Novak Djokovic 6-1, 6-4.
Le 7 août 2024, il annonce qu'il ne participe pas à l'US Open qui a lieu entre le 26 août et 8 septembre,. Attendu lors de la Laver Cup qui a lieu à Berlin où il est finalement forfait, Rafael Nadal est sélectionné pour la phase finale de la Coupe Davis, disputée à Malaga, entre le 19 et le 24 novembre 2024.
Le 10 octobre 2024, dans une vidéo publiée sur ses réseaux sociaux, Rafael Nadal annonce sa retraite sportive à l'issue de cette phase finale,,. De nombreuses personnalités du monde du sport lui rendent hommage à l'instar de son grand rival et ami Roger Federer : « Quelle carrière, Rafa ! J'ai toujours espéré que ce jour n'arrive jamais. Merci pour tous ces souvenirs inoubliables et tous tes accomplissements dans ce jeu que nous aimons. Cela a été un honneur absolu ». Son compatriote Carlos Alcaraz, l'Italien Jannik Sinner ou encore les footballeurs Cristiano Ronaldo et Kylian Mbappé expriment également leur respect et admiration pour l'Espagnol,,. Pour Novak Djokovic, « Un seul message ne suffit pas à exprimer le respect que j’ai pour toi et ce que tu as fait pour notre sport ». Après leur dernier face-à-face lors du Six Kings Slam, tournoi d'exhibition organisé en Arabie saoudite, le Serbe déclare : « Tu es un athlète formidable et une personne exceptionnelle. Tu mérites tous les succès que tu as eus et cette incroyable carrière ».
Le 19 novembre 2024, en quart de finale de Coupe Davis face aux Pays-Bas, Rafael Nadal est aligné en simple en tant que no 2 espagnol et s'incline face à Botic van de Zandschulp (6-4, 6-4),. Ce match se révèle être le dernier de sa carrière, l'Espagne étant éliminée 2-1 après la victoire en simple de Carlos Alcaraz puis la défaite en double de la paire Alcaraz/Granollers face à la paire batave van de Zandschulp/Koolhof,. Lors de son discours d'adieu, l'Espagnol déclare : « Les titres, les records sont là, mais j’aimerais que l’on se souvienne de moi comme d’une bonne personne, qui se souvient de ses origines, d’un petit gars de Majorque. Je veux que l’on se souvienne de moi comme du garçon qui a réalisé ses rêves »,. À travers une vidéo projetée lors de son discours, de nombreux sportifs félicitent également Rafael Nadal pour sa carrière,.

## Palmarès et résultats dans les principales compétitions
Rafael Nadal a atteint la finale des « 15 Grands Tournois » : les 4 Grand Chelem, le Masters, les 9 Masters 1000 et les Jeux olympiques, ainsi que de la Coupe Davis. Nadal, Roger Federer et Novak Djokovic (ce dernier étant le seul à les avoir tous remportés), sont les seuls joueurs à avoir réussi cet exploit[réf. nécessaire]. Sur ces seize grands événements du tennis masculin contemporain, il n'y en a que quatre que Rafael Nadal n'a pas remportés :
- le Masters : 2 finales perdues (en 2010 et 2013) ;
- le Masters 1000 de Miami : 5 finales perdues (en 2005, 2008, 2011, 2014 et 2017) ;
- le Masters 1000 de Shanghai : 2 finales perdues (en 2009 et 2017) ;
- le Masters 1000 de Paris : 1 finale perdue (en 2007).

### Palmarès
Rafael Nadal est le 4e joueur le plus titré de l'histoire. Il a soulevé 92 trophées dans sa carrière, dont 22 titres du Grand Chelem. Il est le second joueur le plus titré dans la catégorie Masters 1000 (à quatre longueurs de Novak Djokovic) et ATP 500 (à une longueur de Roger Federer), ayant soulevé respectivement 36 et 23 trophées.
Il s'est particulièrement distingué sur terre battue où il a remporté un total de 63 tournois, dont 14 en Grand Chelem, 26 en Masters 1000 et 18 en ATP 500.

#### Synthèse du parcours dans les principales compétitions
| Année            | 2003 | 2004 | 2005 | 2006 | 2007 | 2008                           | 2009 | 2010 | 2011 | 2012 | 2013 | 2014 | 2015 | 2016    | 2017 | 2018 | 2019 | 2020 | 2021 | 2022     | 2023 | 2024 |
| ---------------- | ---- | ---- | ---- | ---- | ---- | ------------------------------ | ---- | ---- | ---- | ---- | ---- | ---- | ---- | ------- | ---- | ---- | ---- | ---- | ---- | -------- | ---- | ---- |
| Open d’Australie | -    | 3T   | 1/8  | -    | 1/4  | 1/2                            | V    | 1/4  | 1/4  | F    | -    | F    | 1/4  | 1T      | F    | 1/4  | F    | 1/4  | 1/4  | V        | 2T   | -    |
| Roland-Garros    | -    | -    | V    | V    | V    | V                              | 1/8  | V    | V    | V    | V    | V    | 1/4  | 3T (f.) | V    | V    | V    | V    | 1/2  | V        | -    | 1T   |
| Wimbledon        | 3T   | -    | 2T   | F    | F    | V                              | -    | V    | F    | 2T   | 1T   | 1/8  | 2T   | -       | 1/8  | 1/2  | 1/2  | An.  | -    | 1/2 (f.) | -    | -    |
| US Open          | 2T   | 2T   | 3T   | 1/4  | 1/8  | 1/2                            | 1/2  | V    | F    | -    | V    | -    | 3T   | 1/8     | V    | 1/2  | V    | -    | -    | 1/8      | -    | -    |
| JO               | N.o. | -    | N.o. | N.o. | N.o. | Médaille d'or, Jeux olympiques | N.o. | N.o. | N.o. | -    | N.o. | N.o. | N.o. | 4e      | N.o. | N.o. | N.o. | N.o. | -    | N.o.     | N.o. | 2T   |

| Catégorie \ Surface               | Dur | Terre | Gazon | Total |
| --------------------------------- | --- | ----- | ----- | ----- |
| Grand Chelem                      | 6   | 14    | 2     | 22    |
| Jeux olympiques                   | 1   | 0     | —     | 1     |
| Masters                           | 0   | —     | —     | 0     |
| Masters 1000                      | 10  | 26    | —     | 36    |
| ATP 500                           | 5   | 18    | 0     | 23    |
| ATP 250                           | 3   | 5     | 2     | 10    |
| Total                             | 25  | 63    | 4     | 92    |
| — : aucune participation ; record |     |       |       |       |

| Catégorie \ Surface | Dur | Terre | Gazon | Total |
| ------------------- | --- | ----- | ----- | ----- |
| Grand Chelem        | 5   | 0     | 3     | 8     |
| Jeux olympiques     | 0   | —     | —     | 0     |
| Masters             | 2   | —     | —     | 2     |
| Masters 1000        | 10  | 7     | —     | 17    |
| ATP 500             | 6   | 0     | 0     | 6     |
| ATP 250             | 4   | 2     | 0     | 6     |
| Total               | 27  | 9     | 3     | 39    |

### Parcours dans les tournois du Grand Chelem
Rafael Nadal a remporté 22 titres du Grand Chelem.
Il a marqué l'histoire du tennis en devenant le plus jeune joueur à avoir remporté les quatre tournois du Grand Chelem : à 24 ans, quand il a remporté pour la première fois l'US Open en 2010. Il a aussi été le premier joueur de l'ère Open à inscrire son nom plus de neuf fois au palmarès d'un tournoi du Grand Chelem en simple : à Roland-Garros en 2014.
Avec son 12e succès à Roland-Garros en 2019, il devient le premier joueur – hommes et femmes confondus depuis les débuts du tennis et l'apparition des tournois majeurs à partir de la fin du dix-neuvième siècle – à avoir remporté douze fois un même titre du Grand Chelem. Avant cet exploit, seule Margaret Court avait réussi à faire aussi bien dans un autre tournoi, en s'imposant onze fois à l'Open d'Australie. Avec son 13e succès à Roland-Garros en 2020, il devient le premier joueur – hommes et femmes confondus – à remporter treize fois un même tournoi. Avant lui, seule Martina Navrátilová avait gagné 12 fois le tournoi de Chicago. Avec son 14e succès à Roland-Garros en 2022, il remporte son 22e titre en Grand Chelem et améliore son record de titres.

#### Titres (22)
| Année | Tournoi              | Adversaire en finale | Score                     |
| 2005  | Roland-Garros        | Mariano Puerta       | 6-7, 6-3, 6-1, 7-5        |
| 2006  | Roland-Garros (2)    | Roger Federer        | 1-6, 6-1, 6-4, 7-64       |
| 2007  | Roland-Garros (3)    | Roger Federer        | 6-3, 4-6, 6-3, 6-4        |
| 2008  | Roland-Garros (4)    | Roger Federer        | 6-1, 6-3, 6-0             |
| 2008  | Wimbledon            | Roger Federer        | 6-4, 6-4, 65-7, 68-7, 9-7 |
| 2009  | Open d'Australie     | Roger Federer        | 7-5, 3-6, 7-63, 3-6, 6-2  |
| 2010  | Roland-Garros (5)    | Robin Söderling      | 6-4, 6-2, 6-4             |
| 2010  | Wimbledon (2)        | Tomáš Berdych        | 6-3, 7-5, 6-4             |
| 2010  | US Open              | Novak Djokovic       | 6-4, 5-7, 6-4, 6-2        |
| 2011  | Roland-Garros (6)    | Roger Federer        | 7-5, 7-63, 5-7, 6-1       |
| 2012  | Roland-Garros (7)    | Novak Djokovic       | 6-4, 6-3, 2-6, 7-5        |
| 2013  | Roland-Garros (8)    | David Ferrer         | 6-3, 6-2, 6-3             |
| 2013  | US Open (2)          | Novak Djokovic       | 6-2, 3-6, 6-4, 6-1        |
| 2014  | Roland-Garros (9)    | Novak Djokovic       | 3-6, 7-5, 6-2, 6-4        |
| 2017  | Roland-Garros (10)   | Stanislas Wawrinka   | 6-2, 6-3, 6-1             |
| 2017  | US Open (3)          | Kevin Anderson       | 6-3, 6-3, 6-4             |
| 2018  | Roland-Garros (11)   | Dominic Thiem        | 6-4, 6-3, 6-2             |
| 2019  | Roland-Garros (12)   | Dominic Thiem        | 6-3, 5-7, 6-1, 6-1        |
| 2019  | US Open (4)          | Daniil Medvedev      | 7-5, 6-3, 5-7, 4-6, 6-4   |
| 2020  | Roland-Garros (13)   | Novak Djokovic       | 6-0, 6-2, 7-5             |
| 2022  | Open d'Australie (2) | Daniil Medvedev      | 2-6, 65-7, 6-4, 6-4, 7-5  |
| 2022  | Roland-Garros (14)   | Casper Ruud          | 6-3, 6-3, 6-0             |

#### Finales (8)
| Année | Tournoi              | Adversaire en finale | Score                     |
| 2006  | Wimbledon            | Roger Federer        | 0-6, 65-7, 7-62, 3-6      |
| 2007  | Wimbledon (2)        | Roger Federer        | 67-7, 6-4, 63-7, 6-2, 2-6 |
| 2011  | Wimbledon (3)        | Novak Djokovic       | 4-6, 1-6, 6-1, 3-6        |
| 2011  | US Open              | Novak Djokovic       | 2-6, 4-6, 7-63, 1-6       |
| 2012  | Open d'Australie     | Novak Djokovic       | 7-5, 4-6, 2-6, 7-65, 5-7  |
| 2014  | Open d'Australie (2) | Stanislas Wawrinka   | 3-6, 2-6, 6-3, 3-6        |
| 2017  | Open d'Australie (3) | Roger Federer        | 4-6, 6-3, 1-6, 6-3, 3-6   |
| 2019  | Open d'Australie (4) | Novak Djokovic       | 3-6, 2-6, 3-6             |

#### Parcours en simple
| Année | Open d'Australie | Open d'Australie   | Internationaux de France | Internationaux de France | Wimbledon       | Wimbledon      | US Open        | US Open         |
| ----- | ---------------- | ------------------ | ------------------------ | ------------------------ | --------------- | -------------- | -------------- | --------------- |
| 2003  | —                | —                  | —                        | —                        | 3e tour (1/16)  | P. Srichaphan  | 2e tour (1/32) | Y. El Aynaoui   |
| 2004  | 3e tour (1/16)   | Lleyton Hewitt     | —                        | —                        | —               | —              | 2e tour (1/32) | Andy Roddick    |
| 2005  | 1/8 de finale    | Lleyton Hewitt     | Victoire                 | Mariano Puerta           | 2e tour (1/32)  | Gilles Müller  | 3e tour (1/16) | James Blake     |
| 2006  | —                | —                  | Victoire                 | Roger Federer            | Finale          | Roger Federer  | 1/4 de finale  | M. Youzhny      |
| 2007  | 1/4 de finale    | Fernando González  | Victoire                 | Roger Federer            | Finale          | Roger Federer  | 1/8 de finale  | David Ferrer    |
| 2008  | 1/2 finale       | Jo-Wilfried Tsonga | Victoire                 | Roger Federer            | Victoire        | Roger Federer  | 1/2 finale     | Andy Murray     |
| 2009  | Victoire         | Roger Federer      | 1/8 de finale            | Robin Söderling          | —               | —              | 1/2 finale     | J. M. del Potro |
| 2010  | 1/4 de finale    | Andy Murray        | Victoire                 | Robin Söderling          | Victoire        | Tomáš Berdych  | Victoire       | Novak Djokovic  |
| 2011  | 1/4 de finale    | David Ferrer       | Victoire                 | Roger Federer            | Finale          | Novak Djokovic | Finale         | Novak Djokovic  |
| 2012  | Finale           | Novak Djokovic     | Victoire                 | Novak Djokovic           | 2e tour (1/32)  | Lukáš Rosol    | —              | —               |
| 2013  | —                | —                  | Victoire                 | David Ferrer             | 1er tour (1/64) | Steve Darcis   | Victoire       | Novak Djokovic  |
| 2014  | Finale           | Stanislas Wawrinka | Victoire                 | Novak Djokovic           | 1/8 de finale   | Nick Kyrgios   | —              | —               |
| 2015  | 1/4 de finale    | Tomáš Berdych      | 1/4 de finale            | Novak Djokovic           | 2e tour (1/32)  | Dustin Brown   | 3e tour (1/16) | Fabio Fognini   |
| 2016  | 1er tour (1/64)  | Fernando Verdasco  | 3e tour (1/16)           | Forfait                  | —               | —              | 1/8 de finale  | Lucas Pouille   |
| 2017  | Finale           | Roger Federer      | Victoire                 | S. Wawrinka              | 1/8 de finale   | Gilles Müller  | Victoire       | Kevin Anderson  |
| 2018  | 1/4 de finale    | Marin Čilić        | Victoire                 | Dominic Thiem            | 1/2 finale      | Novak Djokovic | 1/2 finale     | J. M. del Potro |
| 2019  | Finale           | Novak Djokovic     | Victoire                 | Dominic Thiem            | 1/2 finale      | Roger Federer  | Victoire       | Daniil Medvedev |
| 2020  | 1/4 de finale    | Dominic Thiem      | Victoire                 | Novak Djokovic           | Annulé          | Annulé         | —              | —               |
| 2021  | 1/4 de finale    | Stéfanos Tsitsipás | 1/2 finale               | Novak Djokovic           | —               | —              | —              | —               |
| 2022  | Victoire         | Daniil Medvedev    | Victoire                 | Casper Ruud              | 1/2 finale      | Forfait        | 1/8 de finale  | Frances Tiafoe  |
| 2023  | 2e tour (1/32)   | Mackenzie McDonald | —                        | —                        | —               | —              | —              | —               |
| 2024  | —                | —                  | 1er tour (1/64)          | Alexander Zverev         | —               | —              | —              | —               |

N.B. : à droite du résultat se trouve le nom de l'ultime adversaire.

### Parcours au Masters
Il s'agit de la seule catégorie dans laquelle Rafael Nadal ne s'est jamais imposé. Malgré 16 qualifications consécutives (depuis 2005), il n'y a participé que 11 fois. Ses deux plus grands rivaux Roger Federer et Novak Djokovic ont notamment empêché l'Espagnol de devenir, après Andre Agassi, le 2e joueur à réaliser le Super Grand Chelem Doré en carrière, c'est-à-dire remporter les six plus grands événements du tennis moderne : les quatre tournois du Grand Chelem, le tournoi olympique et le Masters.

### Parcours dans les Masters 1000
Les Masters 1000 sont, après les tournois du Grand Chelem et le Masters, les tournois les plus importants du circuit. La catégorie est créée en 1990 et compte neuf tournois par saison.
Rafael Nadal occupe la deuxième place pour le nombre de finales disputées en Masters 1000 avec 53 (58 pour Novak Djokovic), dont 36 titres (contre 40 pour le Serbe).

### Parcours dans les compétitions par équipes nationales

#### Aux Jeux Olympiques
Rafael Nadal fait partie des 3 joueurs doubles médaillés d'or olympique. Il s'est imposé en simple et en double tout comme Nicolás Massú. Andy Murray a lui, réalisé le doublé Londres - Rio de Janeiro en simple.
L'Espagnol a été contraint de déclarer forfait pour Londres en 2012 à cause d'une blessure au genou.

#### En Coupe Davis
Vainqueur en 2004, 2008, 2009, 2011 et 2019.

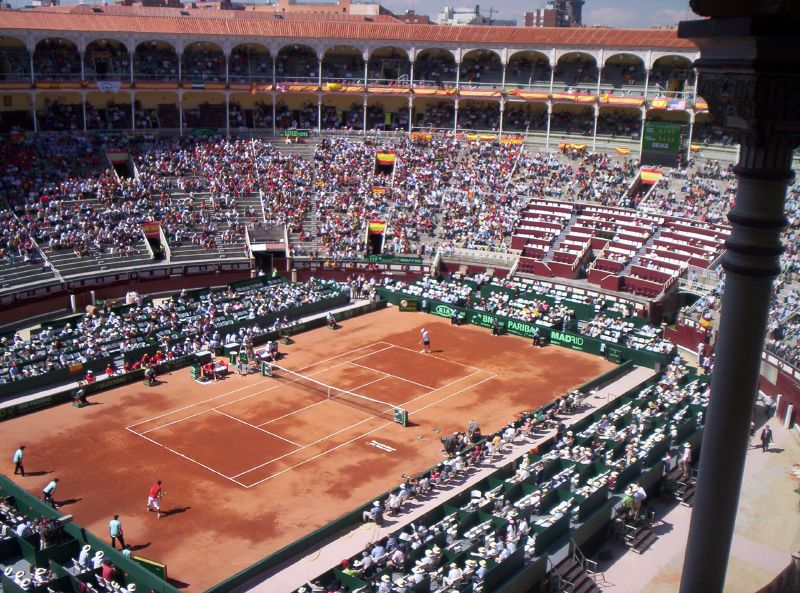
1/2 finale de la Coupe Davis 2008

Rafael Nadal a fréquemment joué avec l'armada. Pour sa 1re participation, il devient le plus jeune joueur à soulever le saladier d'argent en 2004. Il remporte aussi la compétition en 2008, 2009 et 2011. Bien qu'absent de la finale 2008 à cause d'une blessure, le trophée lui a été remis puisqu'il a contribué au titre (notamment lors de la demi finale face aux États-Unis en remportant ses 2 simples).
Rafael Nadal n'a plus perdu en Coupe Davis depuis septembre 2005, en double. Grâce à ses deux succès en avril 2018, il totalise 24 victoires consécutives, simple et double confondus, battant le record qu'il co-détenait avec Wayne Ferreira et Owen Casey. Au total, il a remporté 29 matchs (24 en simple et 5 en double), pour six défaites (2 en simple et 4 en double). Ses deux seules défaites en simple dans la compétition remontent à son premier match, face à la République Tchèque en février 2004 puis à son dernier match
 le 19 novembre 2024 face au Néerlandais Botic van de Zandschulp lors de la défaite de son équipe en quarts de finale de l'édition 2024.

## Performances sportives

### Classement ATP en fin de saison
Rafael Nadal est le seul joueur à avoir récupéré la place de no 1 en fin de saison quatre fois au cours de sa carrière. Novak Djokovic l'a récupérée trois fois, tandis que Roger Federer et Ivan Lendl l'ont récupérée une fois chacun. Rafael Nadal est le seul joueur à avoir été numéro 1 mondial lors de trois décennies différentes : 2000, 2010 et 2020. Enfin, en 2020, à 33 ans et 5 mois, il devient le joueur le plus âgé à terminer une année en tête du classement ATP (ce record est battu en 2021 par Novak Djokovic).
| Année          | 2001 | 2002 | 2003 | 2004 | 2005 | 2006 | 2007 | 2008 | 2009 | 2010 | 2011 | 2012 | 2013 | 2014 | 2015 | 2016 | 2017 | 2018 | 2019 | 2020 | 2021 | 2022 | 2023 | 2024 |
| Rang en simple | 818  | 235  | 47   | 51   | 2    | 2    | 2    | 1    | 2    | 1    | 2    | 4    | 1    | 3    | 5    | 9    | 1    | 2    | 1    | 2    | 6    | 2    | 664  | 153  |
| Rang en double | 1537 | 1116 | 179  | 46   | 50   | 314  | 118  | 92   | 133  | 79   | 113  | 68   | 383  | 801  | 88   | 132  | 542  | –    | –    | 474  | 506  | 1159 | –    | 855  |

Source : (en) Classements de Rafael Nadal sur le site officiel de la Fédération internationale de tennis

### Confrontations avec ses principaux adversaires
27 joueurs ont rencontré Rafael Nadal à 10 reprises au moins. On y retrouve l'ensemble de ses grands rivaux ; ses rivalités les plus importantes sont celles avec Roger Federer et Novak Djokovic.
Situation au 29 juillet 2024.

### Records personnels
Rafael Nadal a établi de nombreux records dans le monde du tennis. Les plus significatifs étant :
- record de 8 titres consécutifs dans un même tournoi (Monte-Carlo) ;
- record de 14 titres dans un même tournoi du Grand Chelem (Roland-Garros) ;
- record de 5 titres consécutifs à Roland-Garros ;
- record de 100 matches gagnés à Roland-Garros ;
- record de 39 matches gagnés consécutivement à Roland-Garros[177] ;
- record de victoires consécutives sur une même surface, avec 81 victoires d'affilée sur terre battue ;
- l'unique joueur à avoir réalisé le Grand Chelem rouge en remportant les trois Masters 1000 sur terre battue et Roland-Garros la même année (2010).

## Caractéristiques de son jeu
Rafael Nadal base son jeu en premier lieu sur une défense redoutable, étant très difficile à déborder. Il est un des meilleurs relanceurs du circuit. Sa principale tactique consiste à exploiter le point faible de son adversaire (par exemple le revers de Roger Federer ou le coup droit d'Andy Murray) grâce à son lift, l'empêchant ainsi de passer à l'attaque, pour pouvoir défendre le plus facilement possible. Si l'adversaire décide de se décaler pour se protéger, il doit alors laisser une grande ouverture, qu'exploite Nadal, l'obligeant à courir sans arrêt.
La première caractéristique du jeu de Nadal est son lift et sa défense. En effet, ses balles jouées en coup droit reviennent très vite vers le sol, et rebondissent très haut après le rebond, ce qui lui permet une grande marge de manœuvre contrairement à la plupart des joueurs qui ont une frappe plus plate, plus puissante, mais aussi plus sujette aux fautes directes.
La deuxième caractéristique du jeu de Nadal est le fait d'être gaucher au tennis,. En effet, les joueurs gauchers posent souvent problème à leur adversaires droitiers, que ce soit sur le service (les balles reviennent sur le corps à cause de l'effet de gauche à droite) ou durant l'échange (le coup droit croisé de gaucher de Nadal arrive sur le revers de son adversaire). Nadal détient le meilleur pourcentage de victoires contre des gauchers dans l'histoire de l'ATP.
La troisième caractéristique de son jeu est son service. L'effet qu'il met dans ses frappes peut lui permettre de faire des aces même à 160 km/h (slice), ou de mettre son adversaire en difficulté, mais il est aussi capable depuis 2010 de servir régulièrement au-dessus des 200 km/h et ainsi de bénéficier de plus de points rapides. Ces trois spécificités sont pour beaucoup dans l'hégémonie que Nadal entretient dans les tournois sur terre battue. On peut aussi y ajouter son passing, et des qualités de combativité exceptionnelles. En effet, Nadal joue chaque point comme s'il s'agissait d'une balle de match, et par conséquent, il faut que son adversaire joue son tout meilleur tennis pour pouvoir le battre, et ce d'autant plus que Nadal commet peu de fautes directes.
Enfin, une grande majorité des spécialistes s'accordent à dire que Nadal est un excellent tacticien. Sa connaissance du court et la maîtrise de sa frappe de balle lui valent de jouer le long des lignes avec régularité.

### Le service

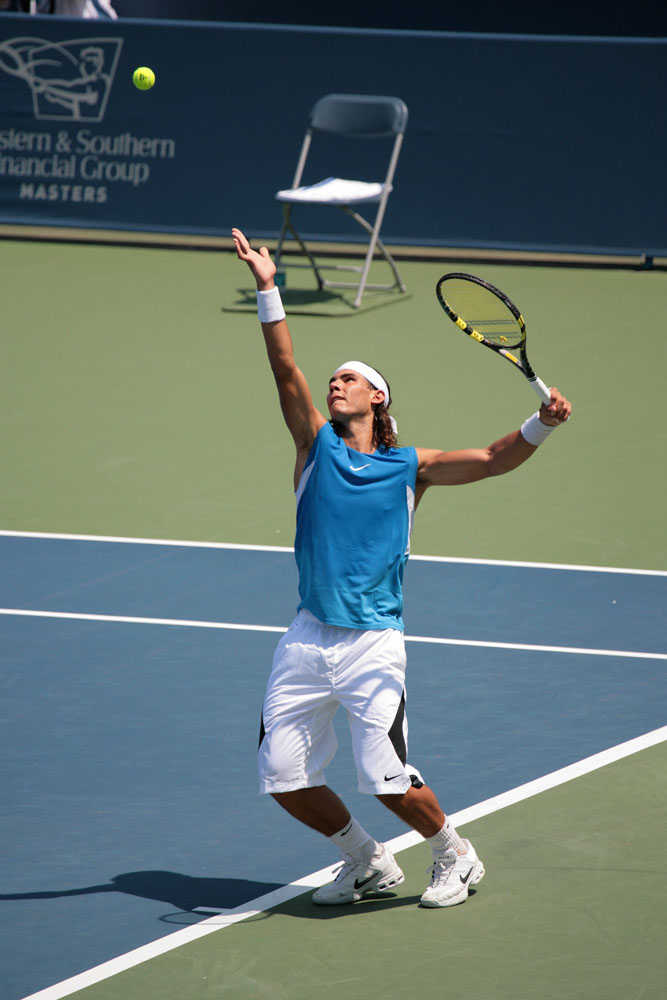
Nadal au service.

Le service est un des secteurs de jeu dans lequel Rafael Nadal a le plus progressé au fil des années. Alors qu'il ne servait en moyenne qu'à 158 km/h en 2003, il est monté à 184 km/h de moyenne en 2008. En vue de l'US Open 2010, seul titre du Grand Chelem lui manquant et à la surface réputée la plus rapide des quatre tournois, il a mené durant l'été de la même année un important travail de modification technique de son service pour servir plus à plat afin de lui donner plus de puissance et de vitesse. Ce travail a porté ses fruits car il y sert en moyenne à 190 km/h et réalise en huitièmes de finale face à son compatriote Feliciano López le service le plus rapide de sa carrière mesuré à 217 km/h, avant de remporter le tournoi et donc compléter son Grand Chelem en carrière. Un mois plus tard, il totalise 18 aces en demi-finale de l'Open du Japon contre Viktor Troicki, l'un des meilleurs résultats de sa carrière dans un match en 2 sets gagnants. Il est notamment le deuxième joueur du circuit à avoir remporté le plus facilement ses engagements. Cependant son pourcentage de premières balles a légèrement baissé du fait de cette prise de risque. Bien qu'il abandonne cette technique au printemps 2011 pour revenir à une prise de raquette favorisant le lift, à la suite de blessures à l'épaule, cette modification menée en seulement quelques semaines avant le tournoi américain traduit l'intelligence technique de Nadal, dimension souvent sous-estimée chez lui. Rafael Nadal sert rarement sur le T. Il préfère son long service slicé de gaucher qui est capable, même à faible puissance, de faire sortir l'adversaire du court sur son côté revers pour remporter le point en deux coups de raquette. Il fait relativement peu d'aces mais travaille énormément les effets, rendant la balle difficile à contrôler pour le receveur.

### Le coup droit

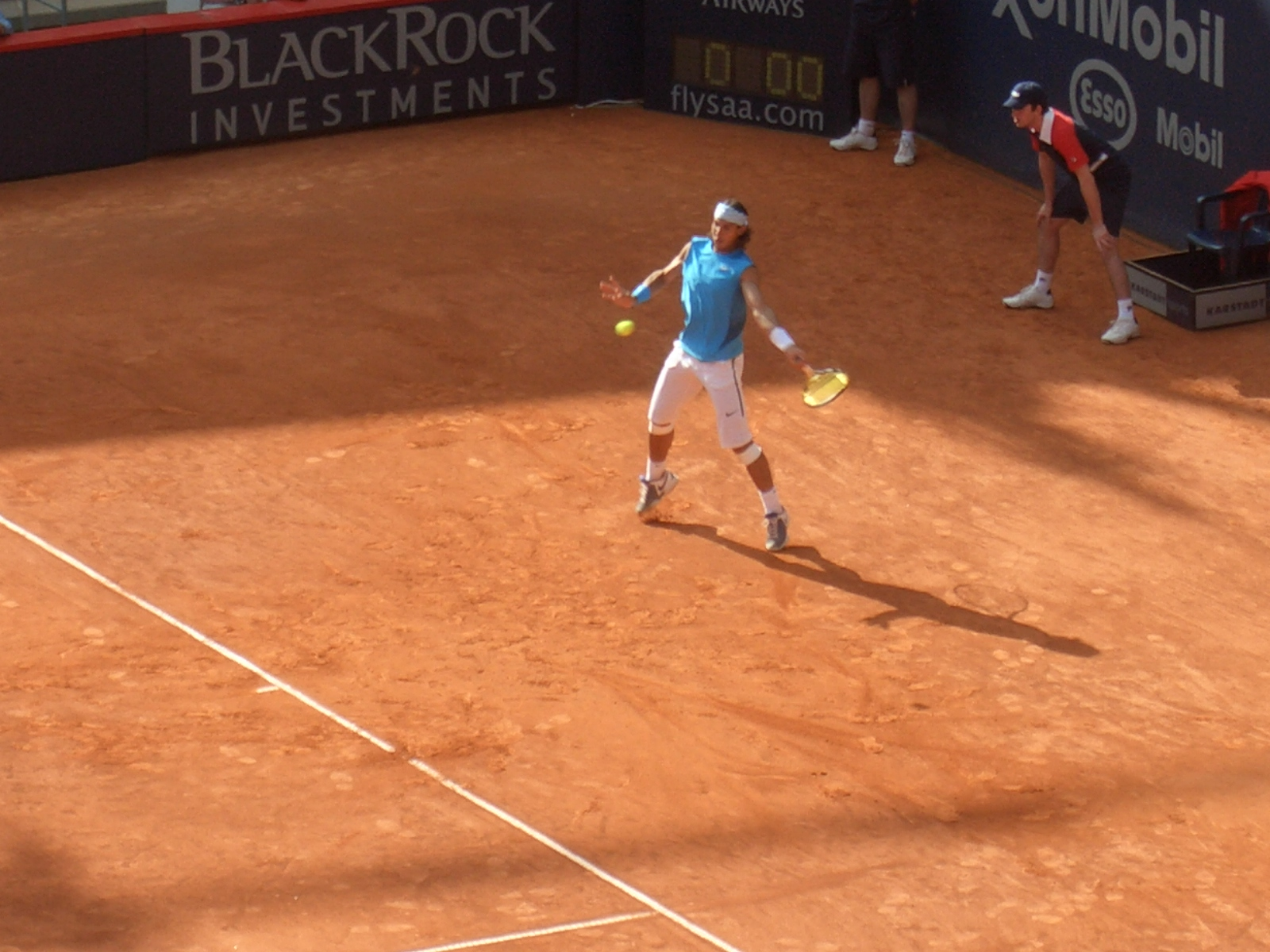
Nadal s'apprêtant à effectuer un coup droit lifté.

Le coup droit de Rafael Nadal est son meilleur coup. Le joueur espagnol fut le premier à utiliser le coup droit lasso, qui permet d'imprimer énormément d'effet à la balle. Son coup droit long de ligne sort sur les côtés avant de revenir dans le court grâce au puissant effet lifté qu'il imprime à sa frappe, mettant la balle hors de portée de ses adversaires. Il est considéré comme l'un des meilleurs passeurs au monde. Le type de cordage qu'il utilise lui permet de frapper la balle avec puissance de n'importe quel angle sans commettre de faute (voir rubrique « Équipement » plus bas). Il est capable de relever et réaccélérer les balles slicées comme on a pu le constater lors de ses matchs à Wimbledon contre Roger Federer notamment. Le coup droit de Nadal est l'arme grâce à laquelle il prépare sa stratégie d'attaque : parallèle, croisé ou long afin de maintenir l'adversaire à distance, puis tirer profit des mauvais retours pour conclure le point.

### Le revers

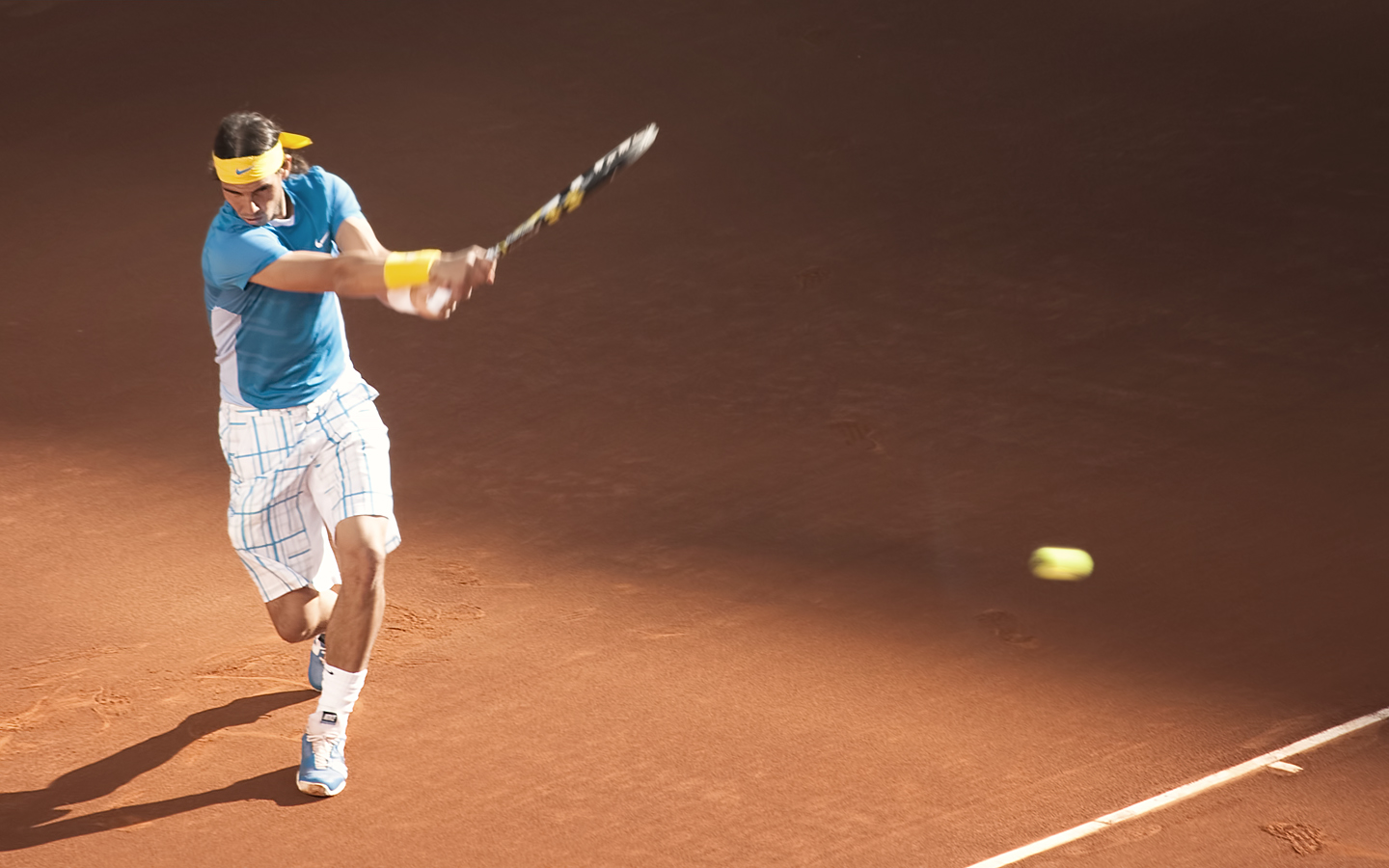
Nadal effectuant un revers.

Longtemps considéré comme l'un des points faibles de Rafael Nadal, il s'est amélioré au fil du temps jusqu'à être capable de faire des points gagnants et devenir redoutable comme à Roland-Garros en 2017, mais a su surtout avoir une bonne longueur de balle. Sa prise de raquette à deux mains lui permet de trouver des angles profonds, notamment en passing de revers. Cependant lorsqu'il s'engage dans une bataille en revers contre son adversaire, il se contente très souvent de renvoyer une balle croisée très profonde, mais peut aussi trouver des angles extraordinaires. Sa tactique, dans ce cas précis, est de repousser son adversaire hors des limites du court avant de conclure le point en coup droit dans le côté opposé. Contrairement à son coup droit qui est long et fluide, le revers de Nadal est parfois court. Depuis 2008, il bénéficie d'une belle qualité de slice de revers lui permettant de casser le rythme des échanges ou de se replacer.

### La volée

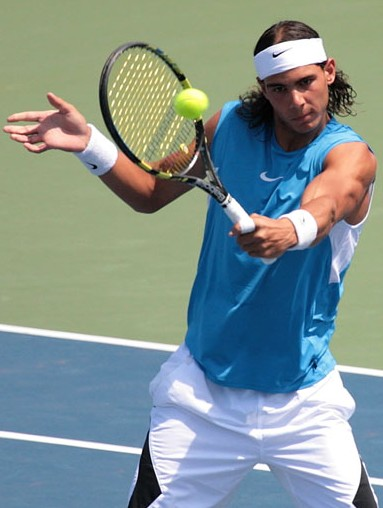
Nadal effectuant une volée de revers.

Rafael Nadal est essentiellement un joueur de fond de court qui ne monte au filet que lorsqu'une occasion claire se présente. Il fait rarement des services-volées. Nadal est pourtant un excellent volleyeur comme il l'a montré lors de ses matchs de double avec ses compatriotes Tommy Robredo ou Marc López. Sa volée sur dur est cependant un peu moins nette que sur terre où il a tendance à jouer essentiellement des volées posées. Il est intéressant de noter que pour son retour de blessure lors de la tournée américaine de terre battue de février 2013, Nadal a utilisé plus souvent la tactique du service-volée afin de soulager dans un premier temps ses genoux meurtris durant 7 mois.
On note une réelle évolution dans le jeu de Rafael Nadal depuis 2019, avec une volonté d'écourter les points suivant les matchs et les surfaces. En 2008, lors de la finale de Wimbledon, il ne monte que 28 fois au filet. Lors de ses finales de l'US Open de 2010 à 2013, il monte entre 18 et 22 fois au filet avec maximum 1 service volée. En 2019, en finale contre Daniil Medvedev, il monte 66 fois au filet (avec 77 % de réussite) et effectue 20 services-volées durant le match, dont 17 avec le point marqué.

### Défense
Au-delà de ses coups, la principale qualité de Rafael Nadal est qu'il se bat sur tous les points comme si le sort du match en dépendait. Sa couverture de terrain fait de lui le meilleur joueur au monde sur terre battue où il est pratiquement invincible. Il sait néanmoins adapter son style de jeu à la surface, il se montre ainsi beaucoup plus agressif sur dur et tente de terminer les points plus rapidement, même si son jeu reste basé sur une défense puissante. Ses matchs sont moins longs que par le passé et il se tient désormais plus à l'intérieur du court, se montrant agressif et prenant l'échange à son compte. Nadal est devenu au fil des années un joueur toutes surfaces, même si sa surface favorite reste la terre battue. Ses titres en Grand Chelem autres que Roland-Garros le prouvent bien (2 Wimbledon, 2 Open d'Australie, 4 US Open).

### Physique
Rafael Nadal a hérité de bonnes qualités physiques. Au repos, son cœur bat à 60 pulsations par minute. En match, il atteint 180 et jusqu'à 200 en cas d'effort très intense. Ses résultats au test Bosco — évaluation de la force, et plus particulièrement de la force des jambes — montrent une puissance au-dessus de la moyenne des joueurs du circuit. Sa vitesse de course peut atteindre celle d'un sauteur en longueur et son endurance celle d'un coureur cycliste ou d'un marathonien, ce qui explique en partie sa résistance à l'effort. Nadal entretenait cette condition physique par de nombreuses séances de footing qui ont été remplacées en 2005 par des séances de natation, de rame et de vélo, à la suite d'une blessure au pied apparue cette année-là. En 2007 et 2008, il réduit ses séances physiques afin de s'affiner et éviter les risques de blessures liés à l'usure des articulations. En 2009, Nadal connait une saison sur terre battue très intense avec pas moins de quatre tournois disputés presque consécutivement en moins d'un mois. Ce surmenage est en partie la cause de son échec à Roland-Garros et l'a également contraint à déclarer forfait pour le tournoi du Queen's ainsi qu'à Wimbledon. Ces mauvais résultats lui ayant coûté sa place de numéro 1 mondial, il a déclaré qu'il se concentrerait à présent sur les tournois majeurs. L'année suivante, il applique ces déclarations en renonçant au tournoi de Barcelone dont il est pourtant quintuple tenant du titre, afin de se reposer. Grâce à cela, il réalise une saison parfaite sur terre battue en remportant les trois Masters 1000 et Roland-Garros, et redevient no 1 mondial. Il remporte même dans la foulée Wimbledon et l'US Open.
Ses excellentes qualités physiques et mentales lui permettent de remporter 76 % de ses matchs quand ils durent plus de 4h. Il devance sur ce point ses 2 rivaux : Novak Djokovic (72 % de victoires) et Roger Federer (40 % de victoires).
Cependant, en dépit de ce physique exceptionnel, Rafael Nadal a dû composer avec de nombreuses blessures durant sa carrière, principalement aux genoux, qui l'ont parfois tenu éloigné durant de longs moments des courts. Nadal, alors qu'on l'interrogeait à ce sujet, a évoqué les dangers des courts en dur : « J'ai gagné assez sur cette surface maintenant pour être capable de donner mon avis. Rien ne va changer pour moi, mais pour les générations futures, s'ils veulent des carrières longues, les joueurs doivent moins jouer sur dur. Les surfaces en dur sont plus agressives pour le corps. C'est une vérité médicale. Ils sont plus durs pour les articulations, les genoux, les pieds, les chevilles et le dos, pour tout ».

### Sang-froid
Rafael Nadal sait faire preuve de sang-froid lorsqu'il se retrouve mené. Il parvient à élever son niveau de jeu alors que la majorité des joueurs perdent leurs moyens. Ce mental d'acier pendant les instants décisifs a occasionné d'étonnants retournements de situation.
Par exemple, au Masters d'Indian Wells 2009 où, mené 3-5 au deuxième set par David Nalbandian, il sauve cinq balles de match et gagne 6-0 au troisième, ou encore au tournoi de Hambourg face à Roger Federer où il réussit à remporter le premier set 7-5 après avoir pourtant été mené 1-5. Au Masters d'Indian Wells 2008, il remonte un déficit de 2-5 au 3e set face à Jo-Wilfried Tsonga pour l'emporter 7-5, un scénario en tout point identique au premier set de la finale de Roland-Garros 2011 face à Roger Federer, sauvant au passage une balle de set. Plus tôt dans le tournoi, il remportait déjà un set en étant mené 1-5, 0-40 par Pablo Andújar au 2e tour.
Lors de la finale de l'Open d'Australie 2012 face à Novak Djokovic, sa solidité mentale, mené deux sets à un, 4-3 dans le troisième set et faisant face à trois balles de break à 0-40, lui permet de remporter son jeu de service en effaçant trois balles de break et quelques dizaines de minutes plus tard, le set. Dans la même veine, mené 3-4 0-40 par le même adversaire dans le troisième set en finale de l'US Open 2013, il renverse la vapeur, remporte la manche puis le match. En demi-finale de l'Open d'Australie 2017 face à Grigor Dimitrov, mené 3-4 15-40 dans le cinquième set, il parvient à renverser la situation au terme de quatre points remportés grâce à son sang-froid et à remporter sa mise en jeu. Dans la foulée, il fait le break et remporte le duel.
Aux ATP Finals 2019, alors qu'il a perdu son premier match et qu'une défaite serait quasiment synonyme d'élimination, il est mené 1-5 30-40 dans la dernière manche par Daniil Medvedev, après avoir déjà sauvé deux balles de 5-0 (triple break) quelques minutes plus tôt. Il retourne la situation, efface la balle de match et remonte ses deux breaks de retard avant de remporter le match au tie-break. Face au même adversaire, en finale de l'Open d'Australie 2022, il est mené deux sets à zéro et 3-2, 0-40. Mais il parvient à sauver ces trois balles de break, avant de breaker à 4-4, puis de remporter le set. Sur sa lancée, il renverse la situation et l'emporte en cinq manches, pour s'adjuger son 21è titre du Grand Chelem. Dernièrement, face à David Goffin au Masters 1000 de Madrid 2022, il sauve quatre balles de match dans le tie-break décisif, deux consécutives à 6-4, puis à 7-6 et 9-8 sur deux amorties pleines de sang-froid. Il remporte le tie-break 11 à 9 et donc le match. La même année lors de la demi final de Roland-Garros 2022, Nadal sauve quatre bal de set consécutif lors du tie break du premier set, Nadal finira par gagner le set puis le match après l'abandon de son adversaire pendant le tie break du deuxième set; Nadal finira par remporter le tournoi en battant en final Casper Ruud
Si Nadal parvient à gagner en défiant la logique du score ou les qualités du jeu adverse, c'est parce qu'il ne joue pas en fonction du score. Il joue tous les points avec la même intensité tout en étant particulièrement concentré sur les points importants. Il sent parfaitement la fébrilité adverse quand il s'agit de conclure, car il est lui-même soumis à cette même pression. S'il se retrouve derrière au score, il essaie de ne pas reculer, obligeant l'adversaire à tenter l'impossible pour le déborder et souvent il revient grâce à la précipitation de ses adversaires s'échinant à conclure trop vite et à déjouer. Lorsqu'il mène dans les grands événements, il se relâche rarement mentalement ou physiquement : il n'a dans sa carrière perdu que quatre matchs de Grand Chelem après avoir remporté le premier set (contre David Ferrer à l'US Open 2007, contre Novak Djokovic à l'Open d'Australie 2012, à la surprise générale, contre Lukáš Rosol à Wimbledon 2012), et à nouveau contre Novak Djokovic à Roland-Garros 2021; ainsi que deux matchs après avoir remporté les deux premiers sets, face à Fabio Fognini à l'US Open 2015 et face à Stéfanos Tsitsipas en quart de finale de l'Open d'Australie 2021.[réf. souhaitée]
Il détenait même, en mai 2011, le meilleur ratio de victoires en cinq sets dans l'histoire de l'ATP avec 82,4 % de victoires, (parmi les 200 joueurs ayant joué le plus de matchs en cinq sets). À la fin 2019, il atteint un bon pourcentage en carrière de 64,7%, derrière Djokovic (74,4%) mais devant Federer (56,6%).

### Tics et manies
Rafael Nadal est réputé pour avoir une capacité de concentration, et un mental hors normes. Il entretient notamment cette concentration en effectuant les mêmes gestes régulièrement pendant un match. Ses tics et tocs,, sont notamment : placer et reposer méticuleusement deux bouteilles d'eau toujours au même endroit en les alignant toujours de la même façon, boire la même quantité dans chacune, déposer toujours de la même manière sa raquette sur sa serviette lors d'un changement de côté, tirer sur l'arrière de son short et rajuster son maillot et/puis s'effleurer, à plusieurs reprises le nez et les oreilles avant chaque service (qu'il soit serveur ou receveur), ainsi que, exclusivement sur terre battue, repasser avec ses chaussures la ligne du fond de court avant chaque échange[style à revoir].

## Nadal dans le monde du tennis

### Équipement

Logo de Rafael Nadal, figurant sur ses différents accessoires.

Rafael Nadal joue actuellement avec la raquette Babolat AeroPro Drive 2005. Maquillée en AeroPro Drive GT 2010, celle-ci se caractérise par sa grande surface de frappe (645 cm2), son poids relativement léger (300 grammes non cordée) et son épaisseur de profil (26 mm). Cependant, au niveau professionnel, la plupart des joueurs utilisent des raquettes personnalisées, des cadres de série, anciens ou actuels, mais avec un équilibre, une inertie et un poids différents. La raquette utilisée par Nadal sur les courts n'a donc rien à voir avec celle que l'on peut trouver dans le commerce.
Son cordage est le Babolat RPM Blast qui est un copolyester monofilament, cordé à ~25,5 kg~[réf. nécessaire] qui accentue les effets et lui apporte un maximum de contrôle. Ce cordage a été testé chez les plus grands joueurs de la Team Babolat (Rafael Nadal, Andy Roddick et Jo-Wilfried Tsonga), mais seul Rafael Nadal continue à l'utiliser en montage entier. Il est sponsorisé par la marque de montres de luxe Richard Mille, avec une série limitée à son propre nom qu'il porte à chaque match.
Il joue avec les accessoires de Babolat et les habits que lui prépare Nike. Il porte un bandana Nike dont la couleur est assortie à ses vêtements, et des chaussures de la même marque où est inscrit Rafa et où est dessiné un taureau (soit sur l'intérieur des chaussures, soit sur la languette arrière). Alors qu'il portait au début de sa carrière des habits au style décontracté (débardeur, pantacourt), il a opté en 2009 — c'est-à-dire depuis son accession à la première place mondiale — pour une tenue plus classique : polo et short. Ce changement de style n'est pas sans rappeler Andre Agassi qui, lui aussi, avec la maturité, a opté pour des tenues classiques. Depuis 2011, il laisse transparaître, sur ses tenues, son logo Nike, représentant une face de taureau, en référence à l'un de ses surnoms (le « taureau de Manacor »), que l'on retrouve également sur son site officiel par exemple.

### Rafa Nadal Academy
En 2016, Rafael Nadal lance à Manacor, sa ville d'origine, la Rafa Nadal Academy, un centre d'entrainement dont la vocation est d'attirer des jeunes joueurs du monde entier tout en suivant une scolarité. L'inauguration se fait en présence de Roger Federer.
Depuis 2018, l'académie accueille le tournoi Challenger de Manacor appelé Rafa Nadal Open .
À partir de 2019, sont lancés des centres de tennis dans différents hôtels, à Cancún au Mexique (2019), à Sani en Grèce (2019) ainsi qu'à Hong-Kong en Chine (2023).
En 2020, la Rafa Nadal lance une académie secondaire au Koweït.

### Matchs d'exhibition
Tout au long de sa carrière, Rafael Nadal a participé à des matchs d'exhibition en parallèle du circuit ATP. Certains matchs par leur originalité ou leur affluence ont développé progressivement l'exhibition comme modèle d'affaire.
Le 2 mai 2007 a lieu sur l'île de Majorque un match inédit : la Bataille des surfaces. Cumulant 72 victoires consécutives sur terre battue, Nadal affronte son rival Federer, auteur de 48 victoires consécutives sur gazon, sur un court de tennis hybride terre battue/gazon.
Depuis sa création en 2009, il participe fréquemment au tournoi de tennis d'Abou Dabi qui lui sert de tournoi de préparation avant l'Open d'Australie. Il est lors de sa retraite en 2024 le joueur le plus titré du tournoi avec 5 titres.
le 23 novembre 2013, Rafael Nadal termine l'année en jouant un match exhibition le 23 novembre contre David Nalbandian au stade de La Rural, à Buenos Aires en Argentine. Ce match est le dernier en carrière pour l'Argentin.
Lors de la 6e édition en 2020 des Match for Africa organisés par la Fondation Roger Federer, Nadal est invité à disputer le match en Afrique cette fois, rebaptisé pour l'occasion "Match in Africa". Rafael Nadal affronte Roger Federer au Stade du Cap en Afrique du Sud. Le match rassemble 51 954 personnes, ce qui marque un record du monde d'affluence pour une partie de tennis.
Nadal termine sa saison 2022 en participant à une tournée en Amérique latine avec Casper Ruud. Il remporte quatre victoires (Argentine, Brésil, Colombie, Mexique) pour une défaite (Équateur).
En 2024, Nadal participe à deux matchs d'exhibition insolites. En février, il affronte à Las Vegas Carlos Alcaraz dans un match retransmis en direct sur la plateforme Netflix. En octobre, il participe à Riyad avec d'autres champions du circuit ATP au "6 Kings Slam", un tournoi exhibition dont le prize money bat des records. Nadal est assuré de toucher au moins 1,5 million de dollars, uniquement du fait de sa participation.

## En dehors des courts

### Dans le monde du sport
Rafael joue souvent au football avec ses amis et participe à des rencontres amicales avec les plus grands footballeurs. Il soutient le Real Madrid, club rival du FC Barcelone dans lequel un de ses oncles, Miguel Ángel Nadal, a joué. Il a été également actionnaire du club de sa ville natale, le RCD Majorque,.
Il pratique également le golf. Il s'y avère assez adroit. Dans une vidéo filmée à ATP World Tour, le golfeur Fred Couples raconte : « Il joue vraiment très bien. On a joué avec son partenaire de double Marc et son entraîneur. Il a envoyé quelques missiles ! C'est un super joueur de handicap 9 ».
On apprend en octobre 2011 que Rafael Nadal a pris une licence de football dans son club natal de l'Inter Manacor, évoluant en 3e division de la Liga espagnole, et il s'est engagé à jouer au moins un match avec l'équipe au cours de l'année.

### Activités financières et revenus
Déjà en 2008, Rafael Nadal est l'un des sportifs les mieux payés d'Espagne, derrière le pilote de Formule 1 Fernando Alonso, et devant le golfeur Sergio García ainsi que le gardien de football Iker Casillas, avec des revenus en 2008 de 11 483 773 $. Sa fortune personnelle est alors estimée à 40 000 000 $ selon le magazine Forbes. En 2020, ce dernier estime sa fortune à 160 millions d'euros.
Au cours de sa carrière professionnelle, qui se termine fin 2024, il a gagné 135 millions de dollars dans des tournois, et sa fortune à cette date est estimée à plus de 220 millions de dollars. Il a investi notamment dans les restaurants de luxe et les hôtels.
Il est propriétaire du « plus beau yacht du monde », le 80 Sunreef Power Great White, d'une valeur de 5 millions d'euros.

#### Image et droits associés
Le 21 octobre 2008, il est désigné par le site internet AskMen trentième homme le plus influent au monde,.
Rafael Nadal a tourné de nombreux spots publicitaires, entre autres pour Kia Motors, Cola Cao ou encore pour les parfums Lanvin. La marque française considère que la jeunesse, le dynamisme et l'empreinte magnétique de Nadal sont emblématiques de la nouvelle modernité.
En 2018, il apparait dans la publicité du jeu Mario Tennis Aces en compagnie du personnage Mario, célèbre mascotte de Nintendo.
En février 2010, Nadal joue dans le clip de Gypsy de la chanteuse colombienne Shakira.
Parrainages
Rafael Nadal est à ce jour[Quand ?] multimillionnaire. Ses revenus proviennent en majeure partie des contrats de parrainage. Il en a signé un à dix-huit ans avec Nike, après sa première victoire à Roland-Garros, contre la somme de 1 800 000 $ (1 200 000 €) par an. Début 2009, son contrat avec Nike est réévalué à 2 000 000 $ pour 5 ans. En échange, Nadal porte les vêtements et chaussures Nike lorsqu'il joue au tennis.
L'Espagnol a aussi un contrat avec Babolat depuis l'âge de 15 ans (contrat record pour un jeune sportif, effectué après la victoire du tournoi des « Petits As » à Tarbes, qui révèle les grands joueurs de tennis), d'abord de 800 000 $ par an puis de 1 000 000 $ par an depuis 2007.
Depuis fin 2006, Nadal touche des royalties (dividendes) sur ses droits d'image (TV, journaux, internet, posters, jeux vidéo, etc.) pour un montant avoisinant les 500 000 $ par an.
Renvoyant une image de compétiteur hors pair et de fin stratège, Rafael Nadal signe en 2012 avec PokerStars, le site de poker en ligne le plus fréquenté au monde.
Nadal reçoit aussi divers revenus publicitaires (télévision espagnole, Kia Motors, Cola Cao, etc.), pour le montant approximatif de 700 000 $ par an. En mai 2008, Kia Motors réalise une publicité entièrement en pâte à modeler, où Nadal affronte un extraterrestre.
En 2008, la marque de haute couture parisienne Lanvin a signé un contrat de 80 000 € (100 000 $) par an jusqu'en 2009 avec Nadal.
Il reçoit également 100 000 $ pour le Prix Prince des Asturies en 2008.
Depuis septembre 2015, il fait la publicité de slips "Tommy x" dans laquelle il apparaît dans des poses mettant son anatomie en valeur.
En janvier 2024, Rafael Nadal s'annonce comme ambassadeur de la Fédération saoudienne de tennis et investit pour la création d'une académie en Arabie saoudite après celle ouverte au Koweït précédemment. Il déclare à cet effet que « partout où vous regardez en Arabie saoudite, vous voyez la croissance et le progrès et je suis heureux d’en faire partie ». L'Arabie saoudite au tournant des années 2020 via le fonds public d'investissement d'Arabie saoudite dirigé par Yasir Al-Rumayyan a entrepris de lourds investissements dans le sport avec l'ambition de redorer l'image de l'Arabie saoudite dirigé par Mohammed ben Salmane par le sport appelé « soft power »,.
Jeux vidéo
- Rafa Nadal Tennis
- Virtua Tennis 3
- Top Spin 3 (Rafael Nadal est exclusif à la version PlayStation 3)
- Smash Court Tennis 3
- Virtua Tennis 2009
- EA Sports Grand Chelem Tennis
- EA Sports Grand Chelem Tennis 2
- Virtua Tennis 4
- Top Spin 4
- AO Tennis
- AO Tennis 2
- Tennis World Tour 2

### Personnalité
Il est très apprécié des autres joueurs du circuit pour sa sportivité et son fair-play. Il est l'un des joueurs les plus combatifs du circuit,. Ses pairs lui décernent les prix Stefan Edberg Sportsmanship Award 2010, 2018, 2019, 2020 et 2021.

### Vie privée
Depuis 2005, Rafael Nadal est en couple avec Maria Francisca Perelló dite « Xisca », une amie d'enfance de sa sœur, Maria Isabel, qu'il connaît depuis toujours et qui est originaire aussi de l'île de Majorque ; ils se marient le 19 octobre 2019.
En juin 2022, le magazine people espagnol Holà! dévoile que le couple attend son premier enfant, cette information est confirmée par Rafael Nadal au cours d'une séance de dédicaces.
Le 8 octobre 2022, Xisca Maria Perello donne naissance à un garçon dont le prénom est le même que celui du père.

### Engagements humanitaires

#### Fondation Rafael Nadal

Logo de la Fondation de Rafael Nadal.

Le 13 février 2008, Rafael Nadal lance à Manacor, sa ville natale, la fondation Rafa Nadal (« Fundación Rafa Nadal »). Celle-ci focalise ses actions sur le territoire espagnol et dans les pays en voie de développement. Les objectifs de la fondation sont l'aide sociale et la coopération au développement, mais son but plus immédiat est la promotion du sport en tant qu'outil important d'intégration pour les personnes qui en ont le plus besoin, comme ceux ayant un handicap, les immigrants ou ceux dans une situation d'exclusion sociale, avec une attention spéciale pour les enfants et la jeunesse. La présidente de la fondation n'est autre qu'Ana Maria, sa mère, et les membres du comité sont Carlos Costa, son manager, et Toni Nadal son oncle.
En octobre 2010, le Majorquin inaugure, accompagné de sa mère Ana Maria et de sa sœur Maria Isabel, le « Rafa Nadal Tennis School » dans la ville d'Anantapur, dans l'état d'Andhra en Inde, dans le but d'aider à la transformation de l'une des régions les plus pauvres et les plus démunies de l'Inde, illustrée ici par l'éducation et notamment l'apprentissage du tennis devenant accessible à tous dans sa nouvelle académie.
Deux mois plus tard, le 22 décembre 2010, à Madrid, Rafael Nadal organise une rencontre d'exhibition dénommé « Match For Africa » à la Caja Mágica de Madrid où il affronte Roger Federer, les fonds étant intégralement récoltés pour sa fondation. C'est l'Espagnol qui finit par l'emporter 7-63, 4-6, 6-1, prenant ainsi sa « revanche » sur le Suisse qui l'a battu la veille, dans un autre match d'exhibition organisé au Hallenstadion de Zurich, en Suisse.

#### Soutien lors de catastrophes naturelles et sanitaires

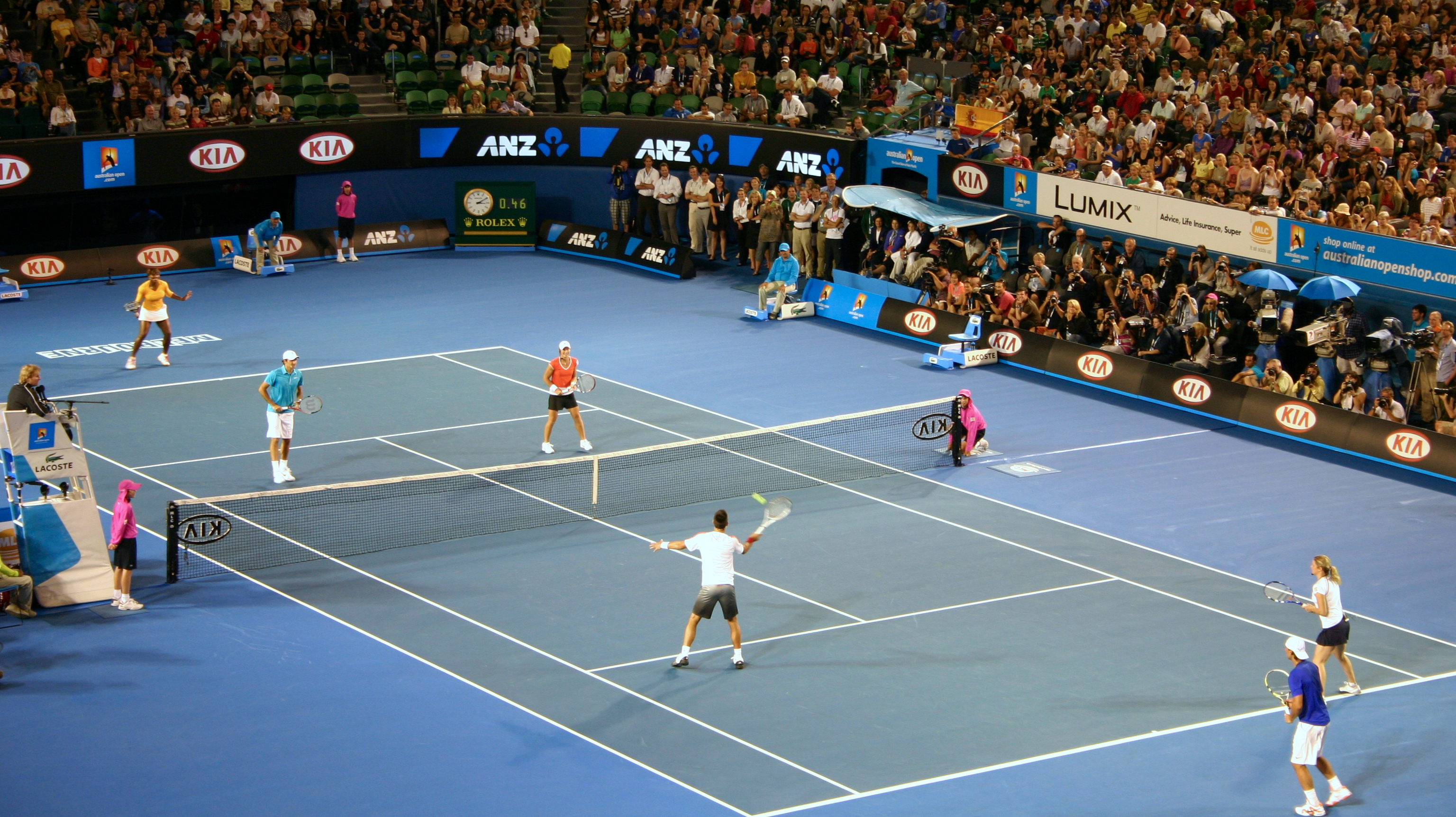
Rafael Nadal, Roger Federer, Serena Williams, Samantha Stosur, Novak Djokovic et Kim Clijsters unis pour Haïti.

En 2010, à la suite du tremblement de terre survenu en Haïti, il fait partie des vedettes du tennis mondial la veille du premier jour de l'Open d'Australie qui participent à des matchs d'exhibitions. Roger Federer, Novak Djokovic, Lleyton Hewitt, Andy Roddick, Kim Clijsters, Serena Williams et Samantha Stosur sont aussi présents. Cette action a ainsi permis de récolter près de 200 000 dollars australiens.
En 2020, peu avant l'Open d'Australie, il annonce un don conjoint avec Roger Federer de 250 000 dollars australiens en soutien aux incendies ravageant le territoire australien depuis plusieurs mois. Il participe avec ce dernier au Rallye for relief, match caritatif comprenant aussi Serena Williams, Caroline Wozniacki et Novak Djokovic.

### Hommages

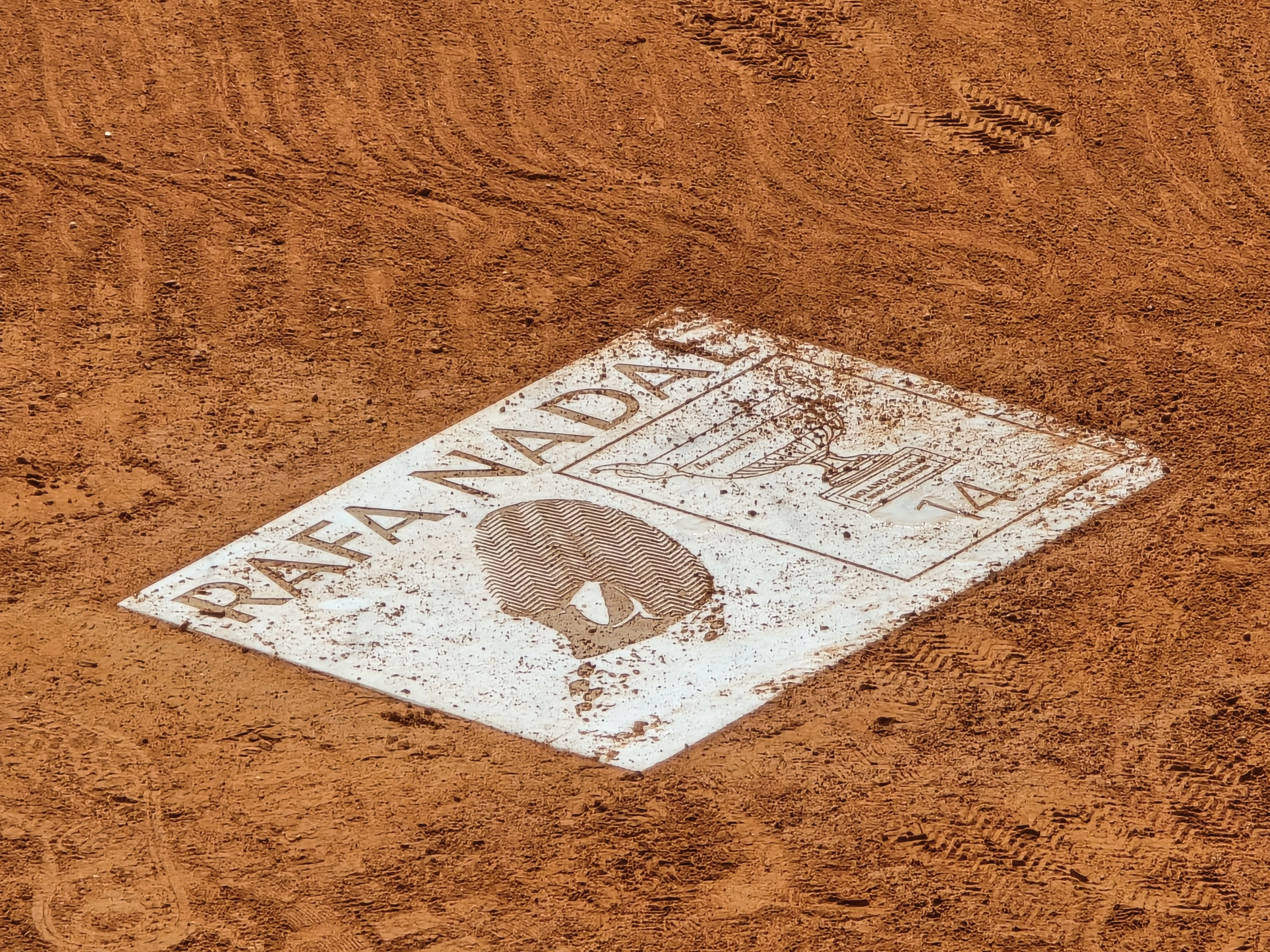
Plaque commémorative à Rafael Nadal dans le court Philippe-Chatrier, dévoilée en 2025.

Le 11 juillet 2008, des astronomes de l'Observatoire astronomique de Majorque baptisent un astéroïde à son nom ((128036) Rafaelnadal) afin de lui rendre hommage,.
Le jeudi 27 mai 2021, il inaugure, en compagnie du président de la Fédération française de tennis, Gilles Moretton, et du directeur de Roland-Garros, Guy Forget, une statue à son effigie sur le site du tournoi. La statue, œuvre du sculpteur espagnol Jordi Díez Fernandes, est en acier inoxydable, mesure trois mètres de hauteur, 4,89 mètres de largeur et 2 mètres de profondeur. Elle est située côté Avenue de la porte d'Auteuil, au niveau de la Porte 1.
Le 24 mai 2025, un hommage lui est rendu sur le court Philippe-Chatrier, à Roland-Garros, par la direction du tournoi et la Fédération française de tennis. Un trophée spécial lui est remis, et une plaque est dévoilée sur la terre battue du court, portant son nom et l'empreinte de son pas.